# Falstaff (Verdi)

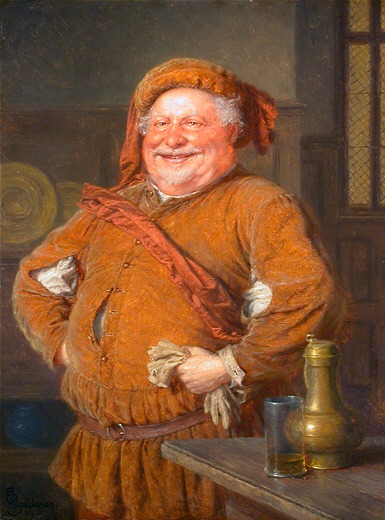
Eduard von Grützner: Falstaff med handskar, tennkanna och vinglas; 1919.

Falstaff är en komisk opera i tre akter med musik av Giuseppe Verdi. Libretto av Arrigo Boito efter Shakespeares komedier Muntra fruarna i Windsor och Henrik IV samt med vissa inslag ur En midsommarnattsdröm. Falstaff är Verdis sista opera och hör till de mest populära. Den skrevs när han var 79 år. Första uppförandet ägde rum på Teatro alla Scala i Milano den 9 februari 1893. Den svenska premiären var på Svenska Teatern den 16 november 1896.  

## Historia
Falstaff blev Verdis avsked till operascenen även om han själv hade trott att Otello skulle avsluta hans livsverk. Det var inte många som trodde att den över 70-årige Verdi skulle komponera ännu en ny opera efter Otello och dessutom en komedi efter 24 framgångsrika musikaliska tragedier. Verdi hade tidigare skrivit en opera buffa, Un giorno di regno, i en olycklig period av sitt liv (1833-40), då han under loppet av ett par år förlorade både sin hustru och sina två barn. Operan blev inte särskilt lyckad och Verdi höll sig från den tiden alltid till tragedier. Att Verdi överhuvudtaget skulle vara kapabel att skriva en komedi var något som redan Rossini betvivlade:
Verdi är en tonsättare med melankolisk och allvarlig läggning. Hans färger är dunkla och sorgsna, de springer ymnigt och spontant fram ur hans väsen och är just därför så ytterst dyrbara. Jag hyser den största aktning för honom, men det står å andra sidan utom all tvivel att han aldrig kommer att skriva en opera som Linda di Chamounix och ännu mindre en buffaopera som Kärleksdrycken.
Den här betraktelsen publicerades olyckligtvis i förläggaren Giulio Ricordis Gazetta Musicale 1879 och det vid en tidpunkt då Verdi allt intensivare upplevde att han var skyldig världen ännu en komisk opera:

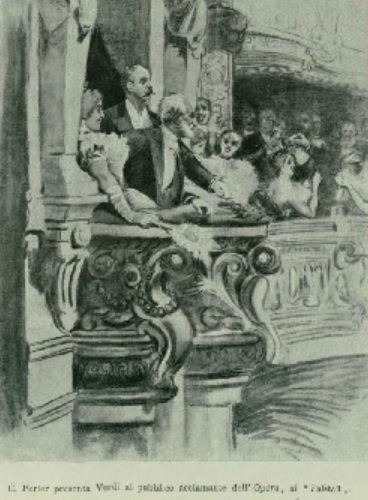
Verdi mottar hyllningarna efter premiären 1893.

I tjugo år har jag sökt efter ett libretto till en buffaopera, och nu, när jag äntligen har funnit det, ger Ni med den här artikeln publiken lust att vissla ut operan, innan den ens har blivit komponerad.
skrev Verdi upprört till Ricordi i augusti 1879. 
I juli 1889 sände Boito honom en skiss till ett libretto byggd på Shakespeares båda pjäser Muntra fruarna i Windsor och Henrik IV. Verdi framhöll för den ivrige Boito sitt "enorma antal år" och kom med allehanda invändningar. Men det förnämliga librettot tycks ha frestat honom, och han hade troligen känt det speciellt lockande att vinna en seger på ett för honom nytt område. Verdi gick med på att sätta musik till dem på villkor att projektet hölls hemligt. Först vid en middag i november 1890 hos förläggaren Ricordi avslöjades det att Verdi arbetade på en ny opera, och ryktet spred sig med blixtfart över hela Italien. Men han tog god tid på sig på grund av sin höga ålder, endast två timmar om dagen och gjorde det uttryckligen "för ro skull". Så sent som 1891, då han arbetat med operan ett år, skrev han:
"Vad Falstaff angår, tycker jag planerna för framtiden är galenskap, absolut galenskap! Jag skriver Falstaff som tidsfördriv utan någon förutfattad idé eller plan. Jag upprepar som tidsfördriv! Inte något annat!"
Likväl gick arbetet framåt och det dröjde till sommaren 1892 innan partituret var klart. Första uppförandet ägde rum på Teatro alla Scala i Milano den 9 februari 1893 med Edoardo Mascheroni som dirigent och succén var mycket bejublad. 
Den svenska premiären ägde rum på Svenska Teatern den 16 november 1896 i en version, som översatts av Ernst Wallmark och den iscensattes åter på Stockholmsoperan med premiär den 12 mars 1925, den 16 november 1946 och den 9 december 1960 i en nyöversättning av Alf Henrikson. Den sattes upp på Göteborgsoperan med premiär den 26 november 2005.

## Bakgrund
Falstaffs historiska förebild hette sir John Oldcastle. Denne kämpade omkring år 1400 i Skottland, senare i Wales och i Frankrike (1411), blev 1413 anklagad för kätteri, flydde ur Towern men hängdes 1417. En inte helt lustfylld biografi. Shakespeare skänkte honom inte alltför stor uppmärksamhet. Muntra fruarna i Windsor hör inte till dramatikerns topprestationer. Stycket lär ha tillkommit 1597-98 på drottning Elisabet I:s personliga begäran, eftersom hon ville se den tjocke riddaren i den komiska rollen som en älskare, som blir dragen vid näsan. Det på drottningens befallning snabbt ihopskrivna stycket uppvisar en mängd slitna lustspelsschabloner. Det är en fars, som vad gäller fantasirikedom och tankeinnehåll på intet sätt kan mäta sig med de stora Shakespearelustspelen. 

## Andra operatonsättningar
För tonsättarna till de tidigare operabearbetningarna av stycket var det just det farsartade som utgjorde ett tacksamt och ändamålsenligt råmaterial. De närmade sig skådespelet som en buffaopera eller ett sångspel. Nämnas kan: 
- Carl Ditters von Dittersdorfs Die lustigen Weiber von Windsor (1796)
- Antonio Salieris Falstaff ossia Le tre burle (1799)
- Engelsmannen Michael William Balfes Falstaff (1838)
- Samt den ända fram i vår tid lika tidlösa och omtyckta speloperan Muntra fruarna i Windsor av Otto Nicolai (1849).

## Boitos litterära libretto
Boito begick inte samma misstag som nästan alla bearbetare hade gjort före honom, att försöka hålla fast vid de "tre spratten" - tre burle - och bara ha de uppradade burleska situationerna för ögonen. Han undvek upprepningar, såsom Falstaffs upprepade besök hos Alice (eftersom upprepningen leder till att de följande poängernas effektfullhet försvagas), och koncentrerade istället handlingen till en enda, virtuost utarbetat intrig (imbroglio) i andra aktens final. Han uppvisar överhuvudtaget ett exempellöst ekonomiskt tänkande i sitt arbete: en stram uppbyggnad av materialet i tre väl avvägda akter med vardera två scener (som är ca 3 gånger 40 minuter respektive 6 gånger 20 minuter långa). Han strök en rad bifigurer - underhållande karikatyrer för en fars, men i hög grad överflödiga på operascenen - och omdisponerade vissa andra rollgestalter. Fru Quickly är inte längre dr Cajus hushållerska, utan en älskvärd granne, en av "de muntra fruarna", som han försåg med en god portion humor och därmed också betydligt mer sympatiska drag än i förlagan. Även förvecklingarna kring Nannetta har Boito förenklat och gjort mer överskådliga. Istället för tre rivaliserande friare har flickan nu bara två - Fenton och dr Cajus - och hon har blivit dotter till Alice och Ford (och är alltså inte längre det äkta paret Pages barn).

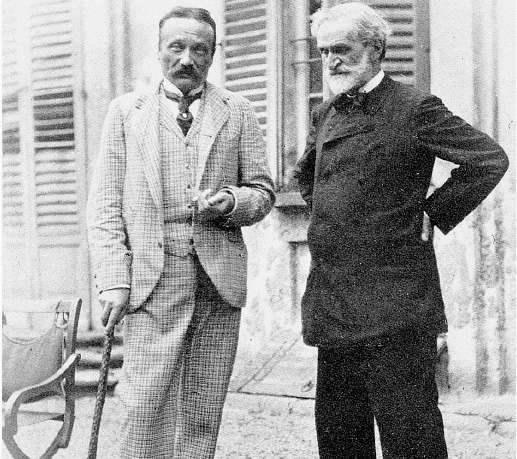
Arrigo Boito och Giuseppe Verdi

Boitos skickliga uppbyggnadskonst är emellertid långt ifrån det enda som han bidrog med vid skapandet av operans kvalitet. Han lyckades också höja hela stycket till en högre andlig sfär genom att utvidga det ursprungliga lustspelet med delar ur Shakespeares skådespel Henrik IV. Falstaffs monologer, däribland den berömda "Monologen om äran" som ger titelrollen en djupare plasticitet och karaktären av en grand-seigneur, härrör från den här källan. Boitos och Verdis Falstaff växer till att bli betydligt mer än en simpel buffahjälte, rent av mer än lustspelsfiguren i Shakespeares fars. I operan är han ingen clown, utan en folklig figur med stor charm, redan från början utrustad med de attribut som höjer honom till en symbolfigur - så som han framstår i operans slut.
Även det nya sättet att framställa kärleken bidrar till styckets högre intellektuella nivå. Nannettas och Fentons kärlek får i operan en poetisk schattering, som visserligen inte saknar lekfulla nyanser, men som inte har något gemensamt med den platta, burleska tonen i den ursprungliga Muntra fruarna i Windsor. Boito ansåg det redan från början vara väsentligt att göra Verdi uppmärksam på det viktiga i den här kärleken. Ur den uppstod den i den slutgiltiga versionen en rad miniatyrartade kärleksduetter, utströdda över de olika scenerna i operan. Det var Boito som kom på tanken att låta de här små miniatyrerna avslutas med en återkommande refräng som var hämtad från ett citat av Giovanni Boccaccio (ur Decamerone, andra dagen, sjunde berättelsen):
Bocca baciata non perde ventura. Anzi rinnova come fa la luna ("Kärlek och kyssar, nu låt oss ej hyckla, skänker oss alla uti livet lycka").
I Verdis tonsättning blev den här refrängen till ett musikaliskt motto. Det är en kärlek som är målad med ömma pastellfärger. Den genomstrålar hela stycket och höjer det till en poetisk sfär. Det är en lycklig kärlek, fjärran från all tragik, även om den inte är helt fri från förbiglidande skuggor av nostalgi. Det finns ytterligare ett moment som höjer Boitos och Verdis verk till en högre poetisk nivå: frambesvärjandet av det magiska och fantastiska. Det som saknades i Muntra fruarna i Windsor och fick scenen i Windsors park att framstå som en fantasilös fars, finns här, närmar sig det underbara och skapar en sagostämning som för tankarna till Shakespeares En Midsommarnattsdröm. Tillsammans skapar musiken och skådespelet en magisk värld.

## Verdis musik
Falstaff var den absoluta höjdpunkten av Verdis konstnärliga kunnande, där han kompositionstekniskt sett nådde det högsta steget. Meningarna om musiken till Falstaff har varit delade. Ursprungligen var den allmänna uppfattningen att Falstaff betecknade något helt nytt i Verdis produktion, och man hävdade till och med att denna förnyelse hade samband med inflytande från Wagner. Länge menade man också att Falstaff och Otello var de enda verk av Verdi som behöll sin ställning vid en konstnärlig granskning. Det finns alltid något nytt att upptäcka i verkets musikaliska rikedom och konstnärliga komplexitet. Falstaffs musikaliska faktur är kammarmusik för stor orkester och en solistensemble. Melodierna börjar och slutar inte som förr på "kommando". De går in i varandra och skillnaden mellan recitativ och aria är så liten att musiken flyter fram som ett kontinuerligt arioso. Inte Wagners "oändliga melodi", men snarare en oändlighet av melodier som tillsammans skapar girlanger av toner i ständig rörelse, lätta, svävande, flyktiga, muntra. Det saknas i stort sett "slutna" nummer i form av avslutande soloarior. Inget parti kan plockas ut ur operan för ett separat konsertframträdande utan att förlora sitt sammanhang. "Ariorna" lämnar plats åt en rad småformer som går in i varandra och krymper samman till korta melodier. Här finns inte heller - med undantag av titelrollen - några "stora roller": ingen trojka bestående av primadonna, tenor och baryton, utan bara "biroller" som dock präglas av anspråksfull personteckning och skarp profilering. Verdis inre konstnärliga utveckling gick i den här riktningen.
Uttrycket i operan är så kortfattat och koncentrerat att hela verket endast varar två timmar. Den luftiga orkesterbehandlingen ger verket en säregen karaktär, och jämvikten mellan det vokala och instrumentala är så fullständig, att framförandet närmast verkar som en spirituell lek med toner, ett slags sceniskt kammarmusik. Oftare möter man ett fint leende än Falstaffs bullrande skratt. Men Verdis karakteristik av personerna, i synnerhet Falstaff, är saftig och bred, och alla personerna står med bägge benen på jorden.

### Tredje aktens nattmagi

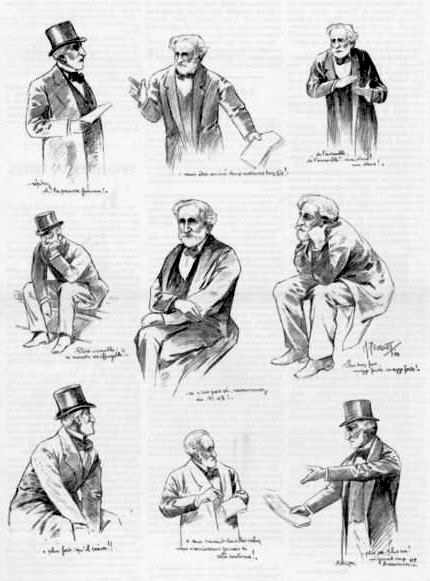
Verdi vid repetitionen av Falstaff.

I Verdis sista opera får den fantastiskt och magiska atmosfären helt nya färger, som tidigare inte har stått att finna hos honom. De ger relevans åt sista akten. Det farsartade och drömlika kompletterar här vartannat i en lycklig blandning. Jämsides med en ironisk och lekfull scherzoton ger de satiriska elementen en återklang av Verdis tidigare stil i form av parodiska självcitat. Högtidliga avsnitt citerar i ett  nytt och komiskt sammanhang. När en ironisk litania sjungs för Falstaffs själsliga frälsning, hörs mässande melodier ur Verdis Requiem ("Hostias") eller ur prästernas bön i Aida (Nilscenen: "O, che sei d'Osiride"). Till drömregionen hör även Fentons aria, Nannettas sång och den "förtrollande" fantastiska klangen när klockan slår midnattstimman samt den silverklingande menuetten, som ackompanjerar trolovningsceremonin i slutet av tredje aktens andra scen. Men redan mot slutet av tredje aktens första scen börjar en förtrollad drömvärld närma sig, när Alice fördelar de olika maskeradrollerna bland de närvarande. Ett diskret skimmer av mystik lägger sig över hela scenen. Liksom på många andra ställen i Falstaff är instrumentationen här ett under av transparens.

### Slutfugan
Ett av de allra tidigaste färdigställda musikstyckena i Falstaff var slutfugan, som låg klar redan innan Verdi började med den egentliga tonsättningen av operan. Den kanske från början tillkom som en produkt av de kontrapunktstudier som Verdi bedrev på sin ålders höst och som omedvetet skulle visa vägen till Falstaff. Verdi skrev till Boito i augusti 1889.:
Jag roar mig med att skriva fugor! Si, signore; en fuga och dessutom en komisk fuga som gott och väl skulle kunna stå med i Falstaff! Hurdå komisk? Varför en komisk fuga, frågar Ni? Jag vet inte hur eller varför, men det är en komisk fuga!
Boito levererade sedan i efterhand de åtta versraderna till den här fugan - "Tutto nel Mondo è burla..." ("Allting är på skoj på jorden...") - som skulle komma att bli operans slutmoral.

## Personerna
- Sir John Falstaff, en tjock riddare (baryton)
- Ford, en rik köpman (baryton)
- Fenton, en ung kavaljer (tenor)
- Dr Cajus (tenor)
- Bardolfo, Falstaffs kumpan (tenor)
- Pistol, Falstaffs kumpan (bas)
- Alice, Fords vackra hustru (sopran)
- Nannetta, hennes dotter (sopran)
- Fru Quickly (mezzosopran)
- Meg Page, Alices väninna (mezzosopran)
- Värdshuset Strumpebandets värd (stum roll)
- Robin, Falstaffs page (stum roll)
- Borgare, folk i Windsor, Fords tjänare, älvor, feer, häxor, andar och djävlar (kör)

## Handling
Handlingen utspelar sig omkring år 1400 i Windsor, England. 

### Akt I

#### Scen 1.
Värdshuset Strumpebandet. Den tjocke riddaren sir John Falstaff tvistar med dr Cajus som anklagar honom för att ha toppridit hans häst och pryglat tjänarna. Men dr Cajus får bara skällsord tillbaka. Falstaff har skrivit identiska kärleksbrev till de förmögna borgarfruarna Alice Ford och Meg Page. Han hoppas på såväl nya kärleksäventyr som på en möjlighet att fylla sin tomma börs. Dr Cajus beskyller Falstaffs kumpaner Bardolfo och Pistol för att ha bestulit honom. Som svar kastar Falstaff ut honom. Men när Falstaff sedan inviger Bardolfo och Pistol i sina planer och ber dem överlämna kärleksbreven, vägrar de att ha något del i ett så ovärdigt företag. Falstaff anförtror istället breven till sin page Robin och jagar rasande ut kumpanerna från värdshuset, sedan han hållit ett långt tal om äran ("L'onore, ladri").

#### Scen 2.
Parken vid Fords hus. Alice och Meg har mottagit Falstaffs brev, men blir djupt kränkta när de upptäcker att breven är identiska. De bestämmer sig tillsammans med fru Quickly och Nannetta för att bestraffa den fräcke riddaren. Under tiden har Falstaffs kumpaner avslöjat Falstaffs avsikter för den svartsjuke Ford. Denne bestämmer sig för att söka upp Falstaff under falskt namn, för att få hustruns otrohet bekräftad. Alice planerar å sin sida att kalla Falstaff till ett rendezvous, där hon sedan skall låta honom blamera sig ordentligt. Under tiden tar den unge Fenton tillfället i akt och uppvaktar i smyg husets dotter, Nannetta ("Labbra di foco! Labbra di fiore").

### Akt II

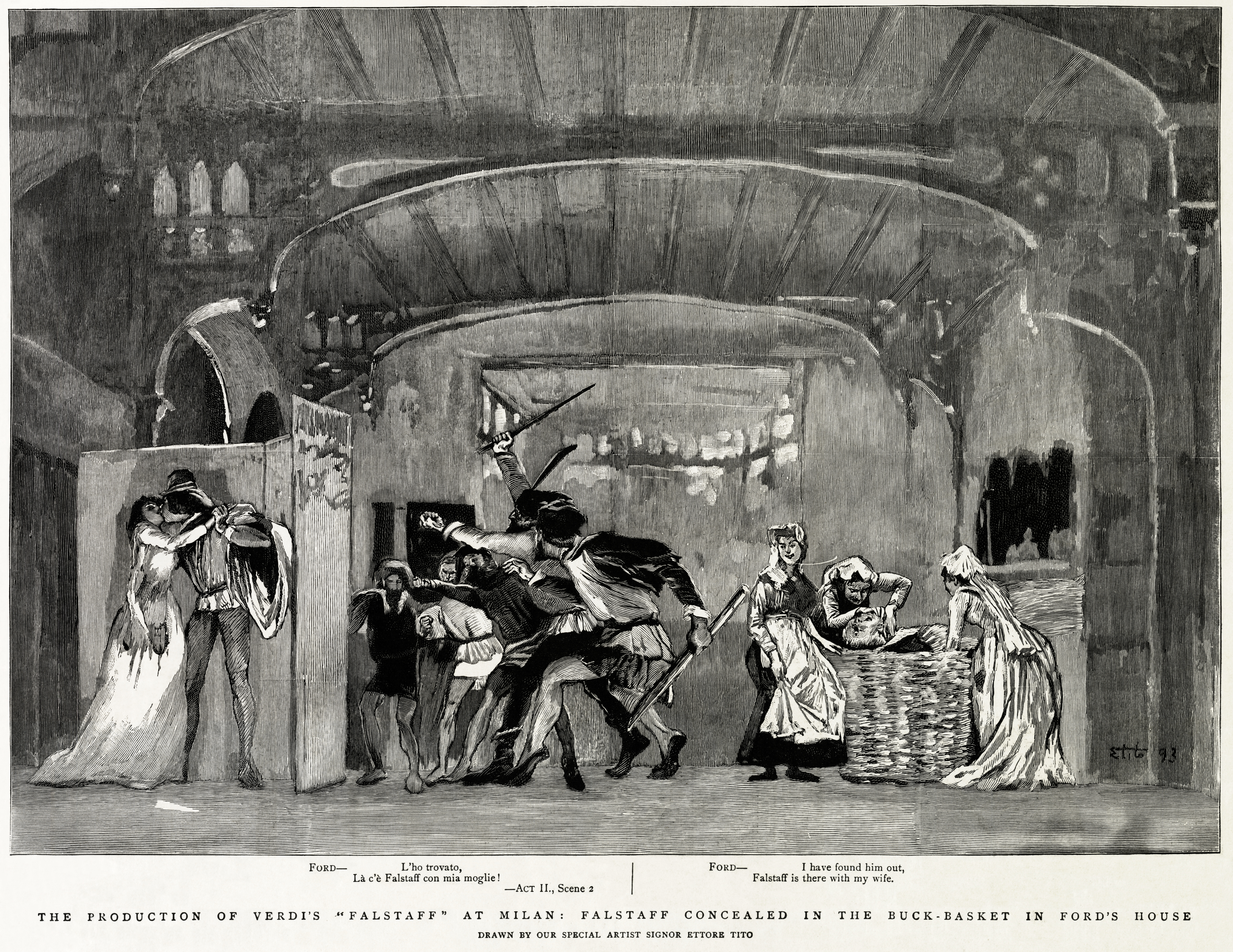
Akt II, scen 2: Nannetta och Fenton kysser varandra medan Falstaff gömmer sig i tvättkorgen.

#### Scen 1.
På värdshuset Strumpebandet. De ångerfulla kumpanerna återvänder till Falstaff. Fru Quickly överlämnar Alice Fords inbjudan. Falstaff blir överlycklig. När Ford sedan dyker upp under namnet herr Fontana och ber Falstaff om att mot betalning hjälpa honom att erövra Alice, känner riddarens tillfredsställelse inga gränser och han skryter om att Alice väntar på honom redan samma dag. När riddaren lämnar Ford för att klä upp sig, ger Ford utlopp för sin rasande svartsjuka, men lyckas lägga band på sig när riddaren återvänder. De båda lämnar värdshuset tillsammans.

#### Scen 2.
En sal i Fords hus. Fru Quickly signalerar att Falstaff är på väg. Alice har roligt åt riddarens uppvaktning. Men plötsligt kommer Ford oväntat hem. Falstaff gömmer sig i en tvättkorg. Ford och hans vänner söker igenom huset efter Falstaff, men upptäcker istället dottern Nannetta i Fentons armar. Eftersom Ford vill gifta bort Nannetta med dr Cajus, jagar han rasande ut Fenton ur huset. Under tiden låter Alice hiva ut tvättkorgen genom fönstret ned i Themsen, och Falstaff hamnar i vattnet under allmänt jubel.

### Akt III

#### Scen 1.
Utanför värdshuset Strumpebandet. Efter det olyckliga klagar Falstaff över de småsinta och ohederliga borgarna. Fru Quickly överlämnar ett brev från den förment otröstliga Alice, som säger sig vilja träffa Falstaff på nytt i Windsors park. Men Falstaff måste vara utklädd till "Den svarte jägaren". Alice, Meg, Nannetta, Ford, dr Cajus och Fenton ligger gömda här och var och lyssnar i smyg till samtalet. Ford beslutar sig för att bestraffa Falstaff och dr Cajus, som av Ford blivit lovad Nannettas hand, lovar att hjälpa till genom att klä ut sig till munk. Men fru Quickly råkar höra deras samtal och meddelar Alice, som vill att Nannetta skall gifta sig med Fenton.

#### Scen 2.
Windsors park. Vid midnatt är Falstaff punktligt på plats. För att spoliera Fords och dr Cajus plan klär kvinnorna ut Fenton i en munkkåpa. Falstaffs rendezvous med Alice avbryts av Meg, som varnar dem för att allsköns otyg är på väg. Borgarna, som är utklädda till spöken och älvor ("Sul fil d'un soffio etesio"), angriper Falstaff och spöar honom. När alla tar av sig sina masker visar sig dr Cajus trolovade vara Bardolfo, medan Ford upptäcker att han har gett sin välsignelse åt Nannetta och Fenton, och Falstaff inser att han har blivit gjort till åtlöje. Dr Cajus är rasande, men han och Ford och Falstaff är ju alla i samma båt, alla har de blivit lurade av de muntra fruarna i Windsor. Ford suckar uppgivet och Falstaff gör god min i elakt spel, i synnerhet som han blir bjuden på middag. Falstaff håller med om att allt på jorden bara är ett enda skämt ("Tutto nel mondo è burla").

## Falstaff på Metropolitan Operan i New York, December 2013

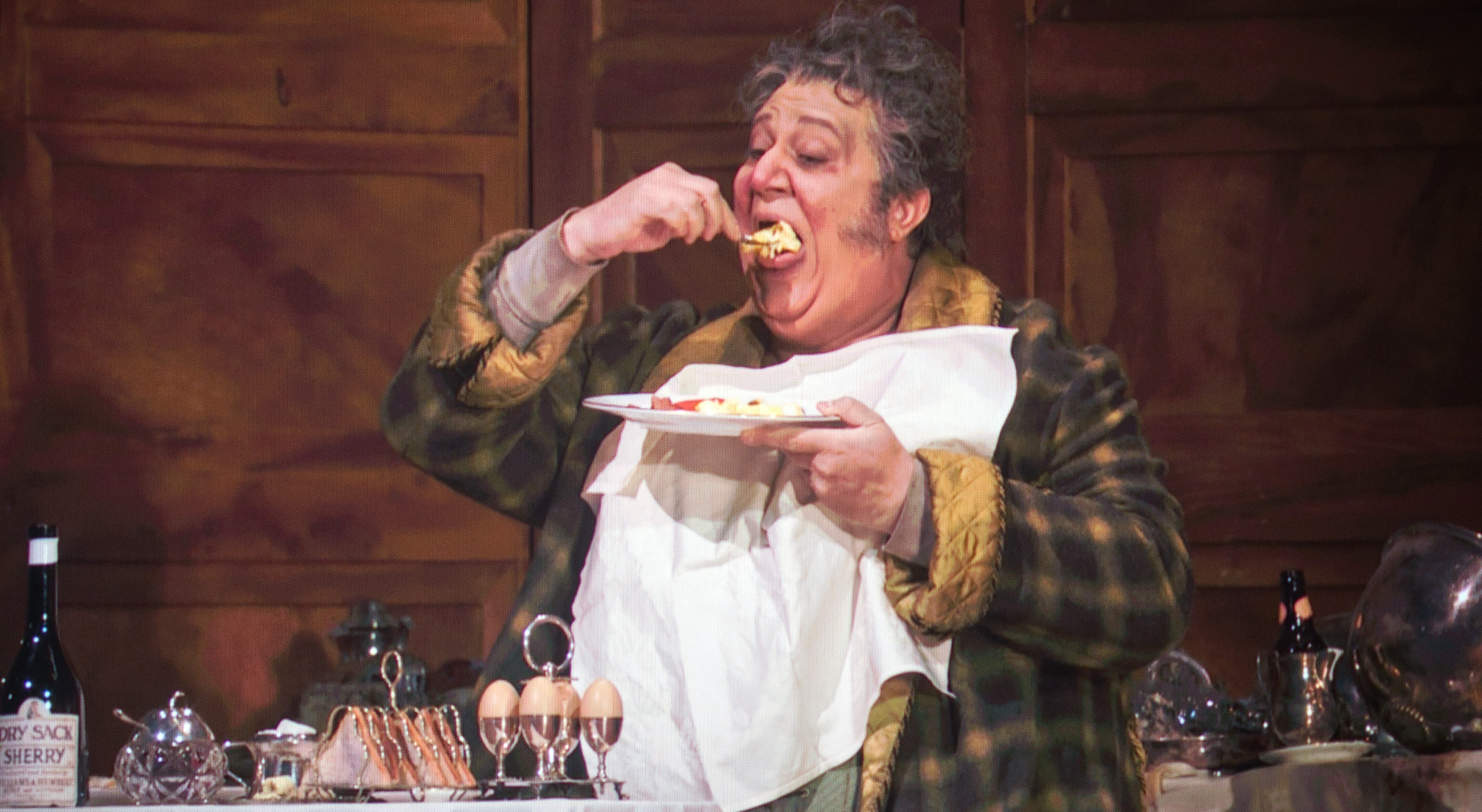
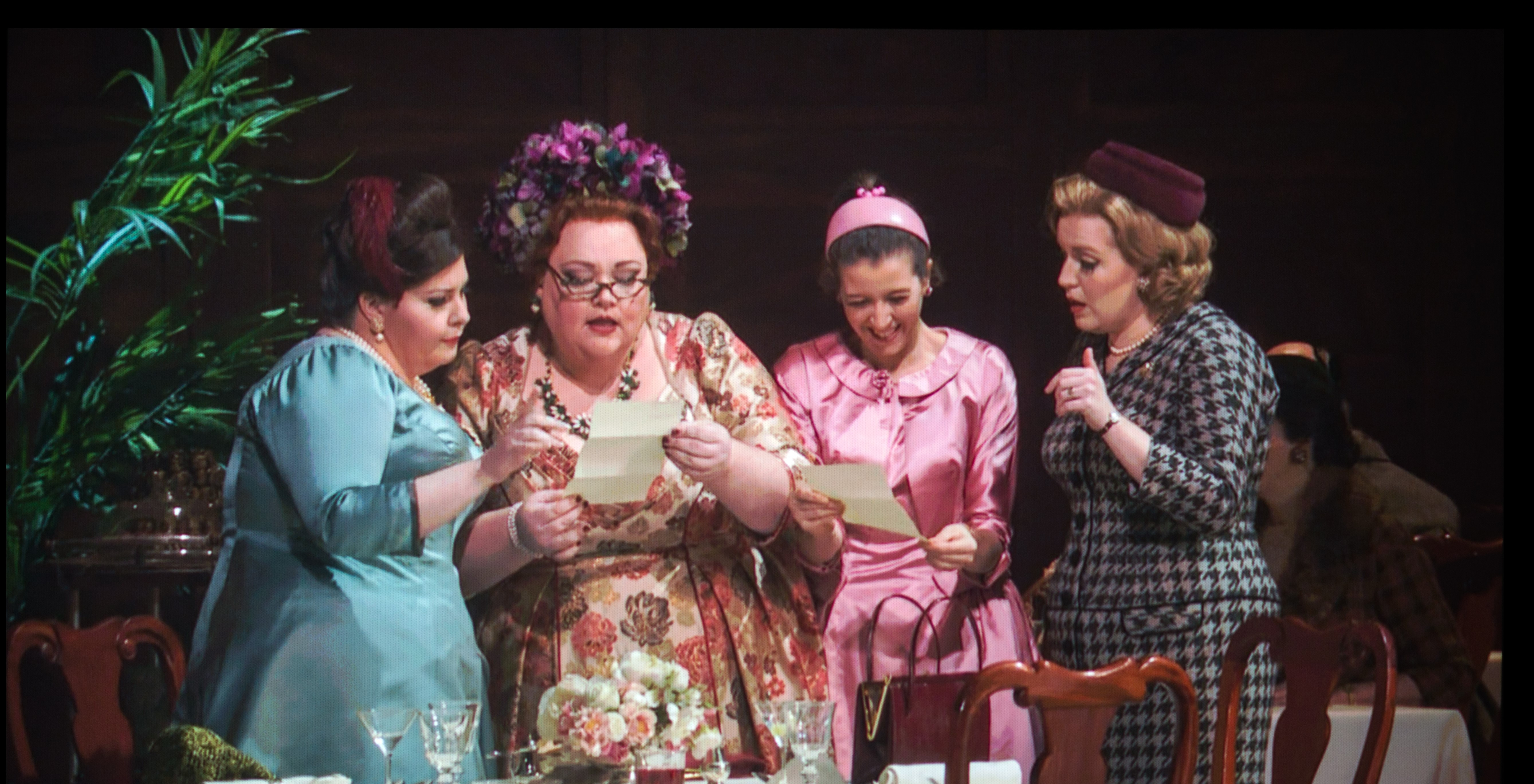
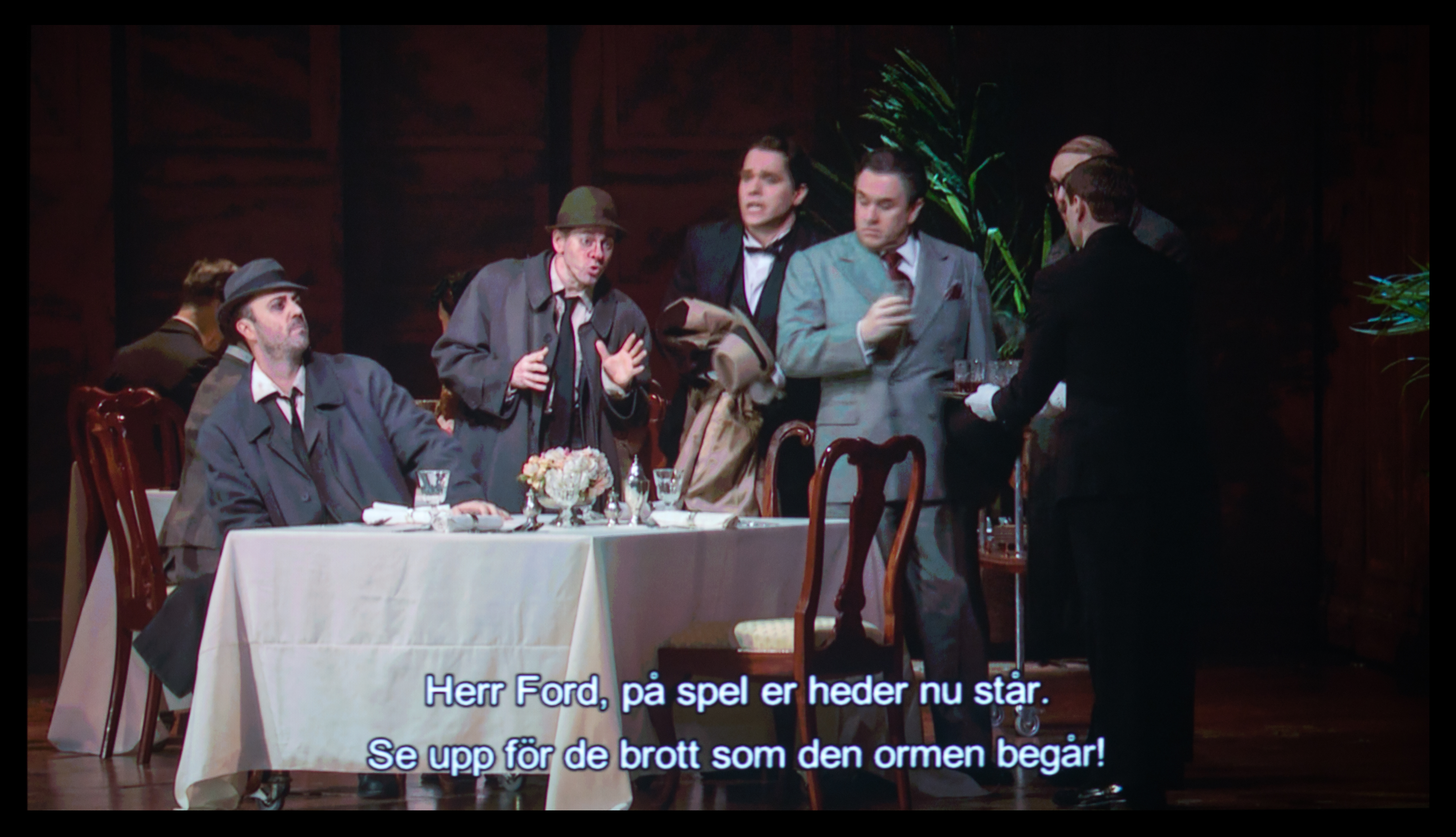
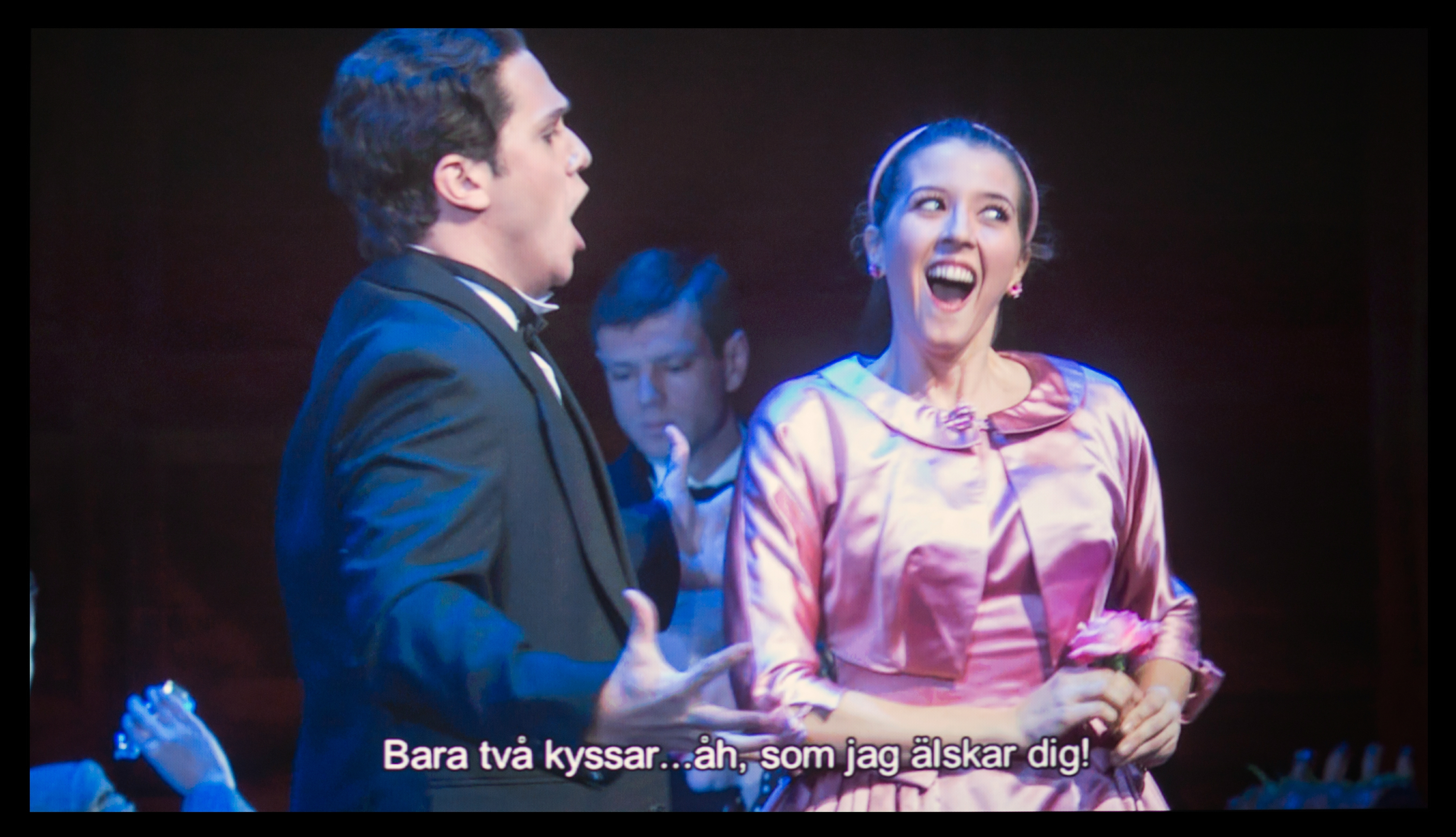
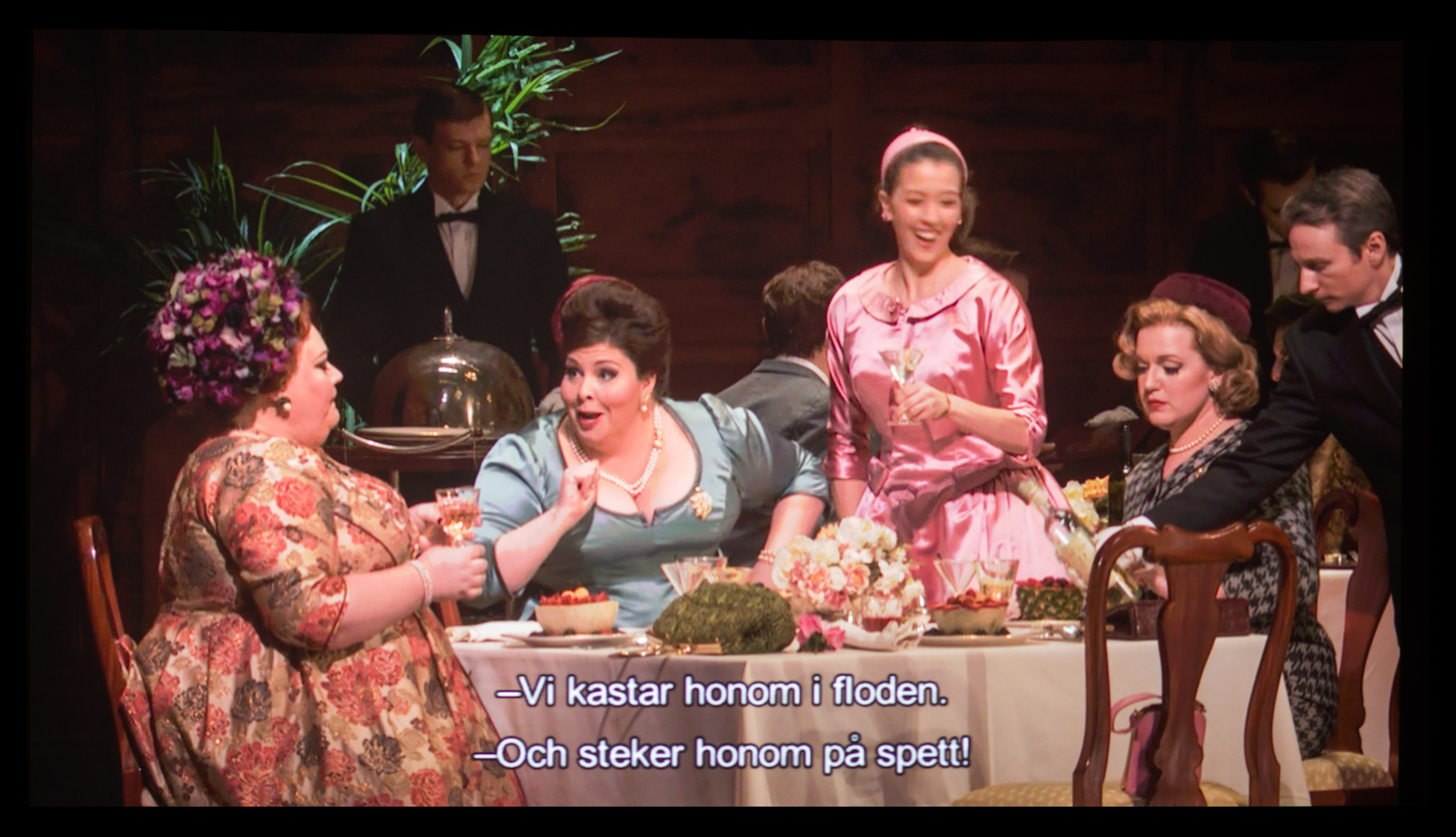
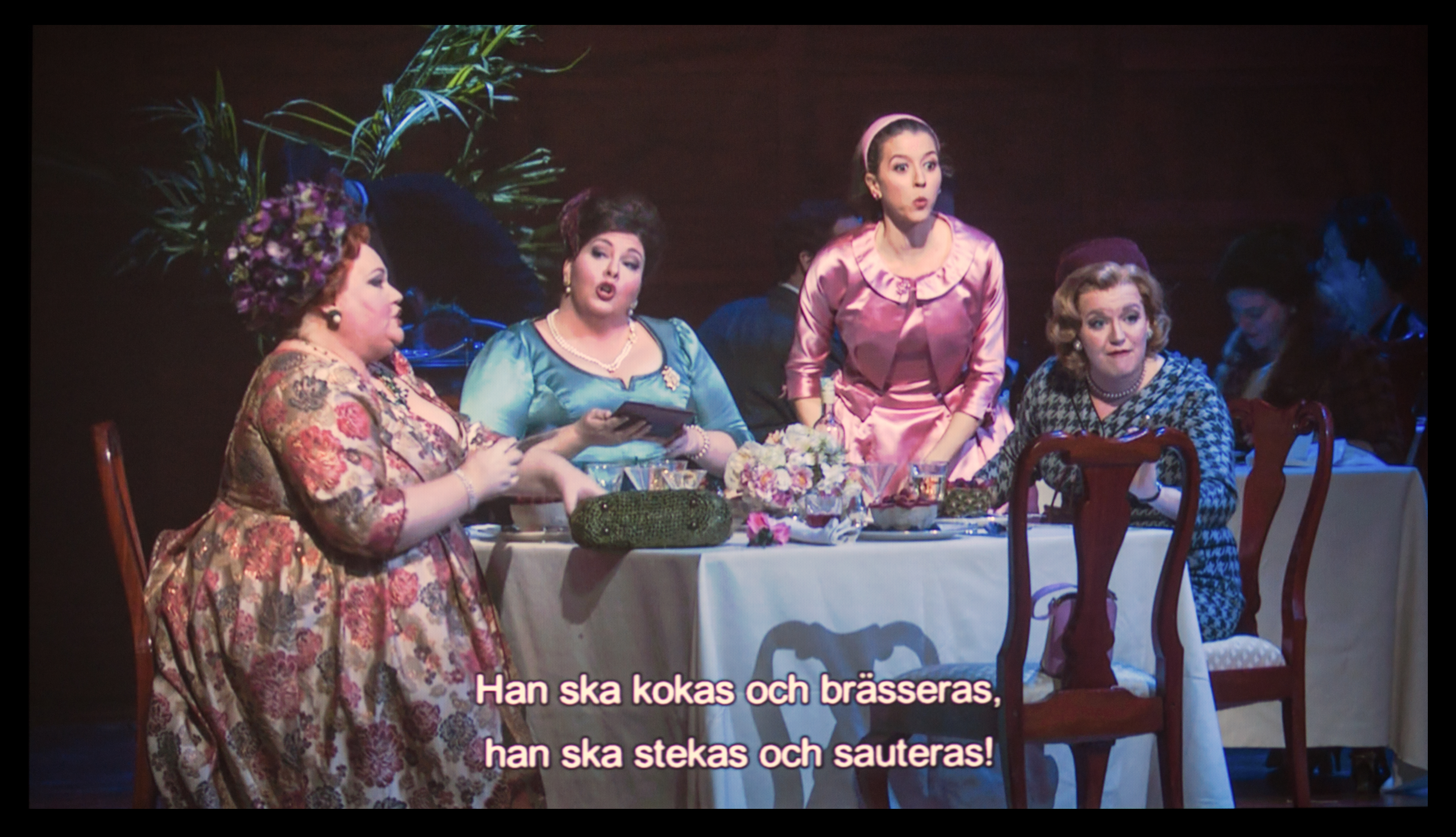
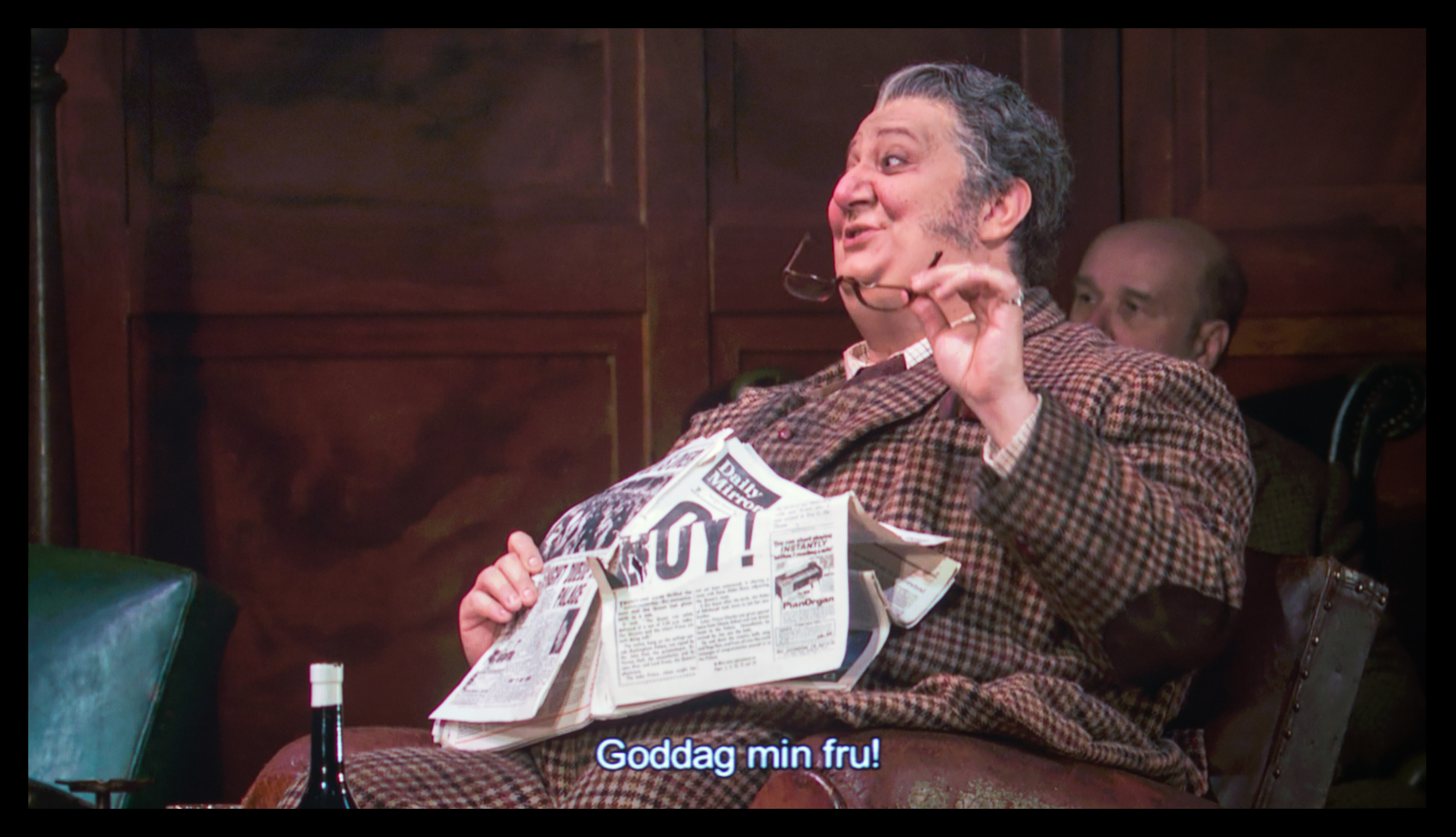
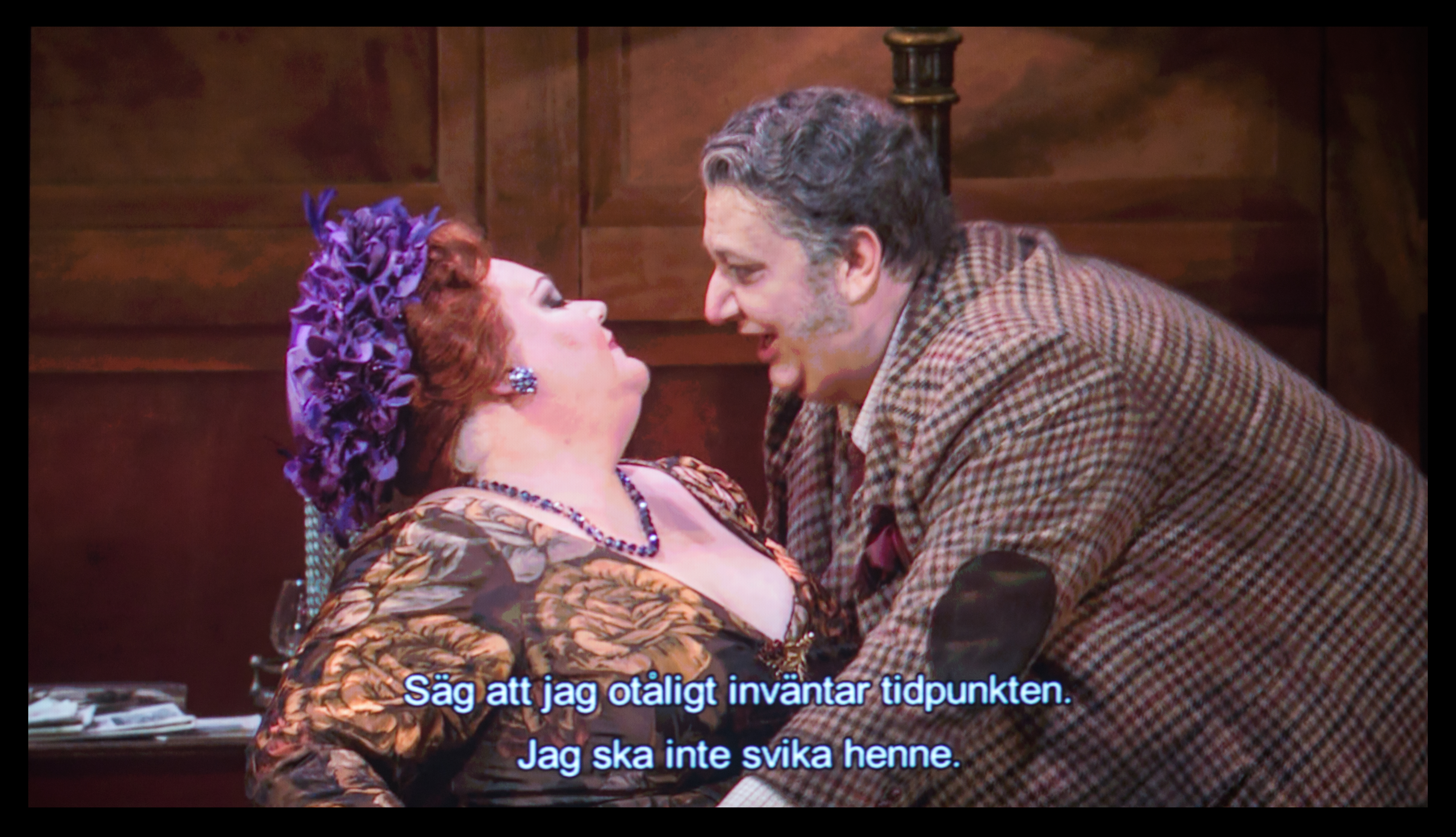
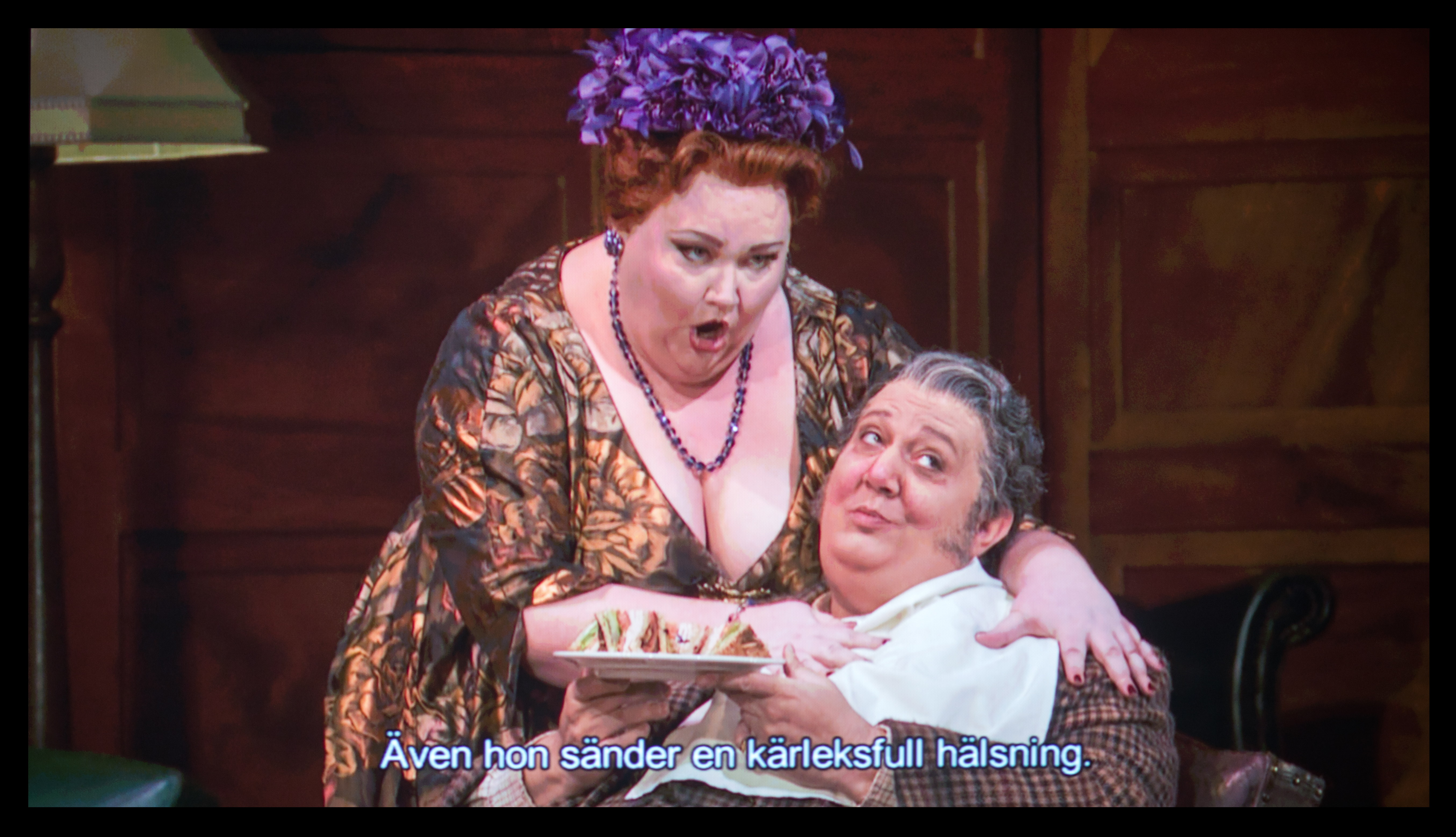
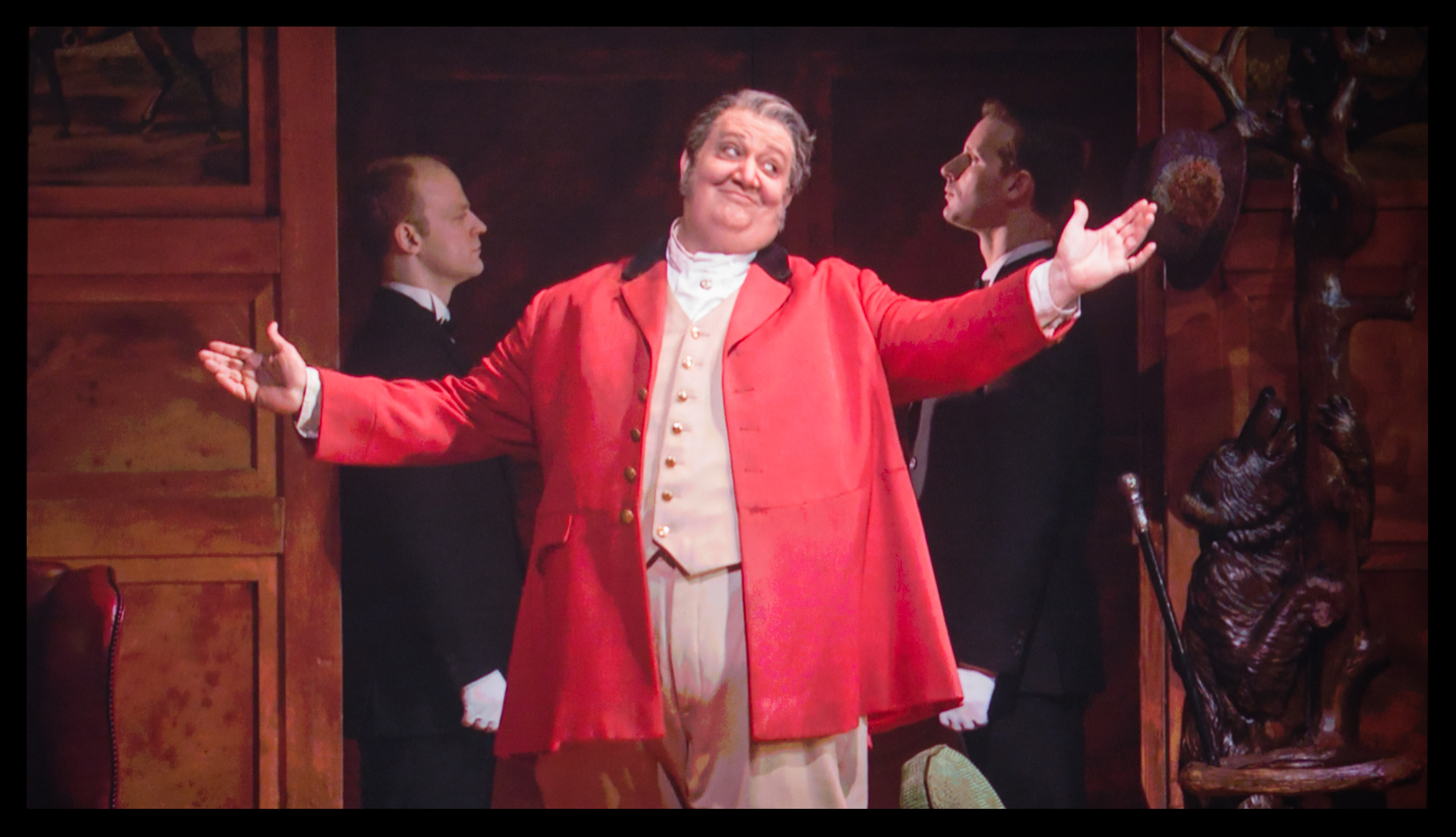
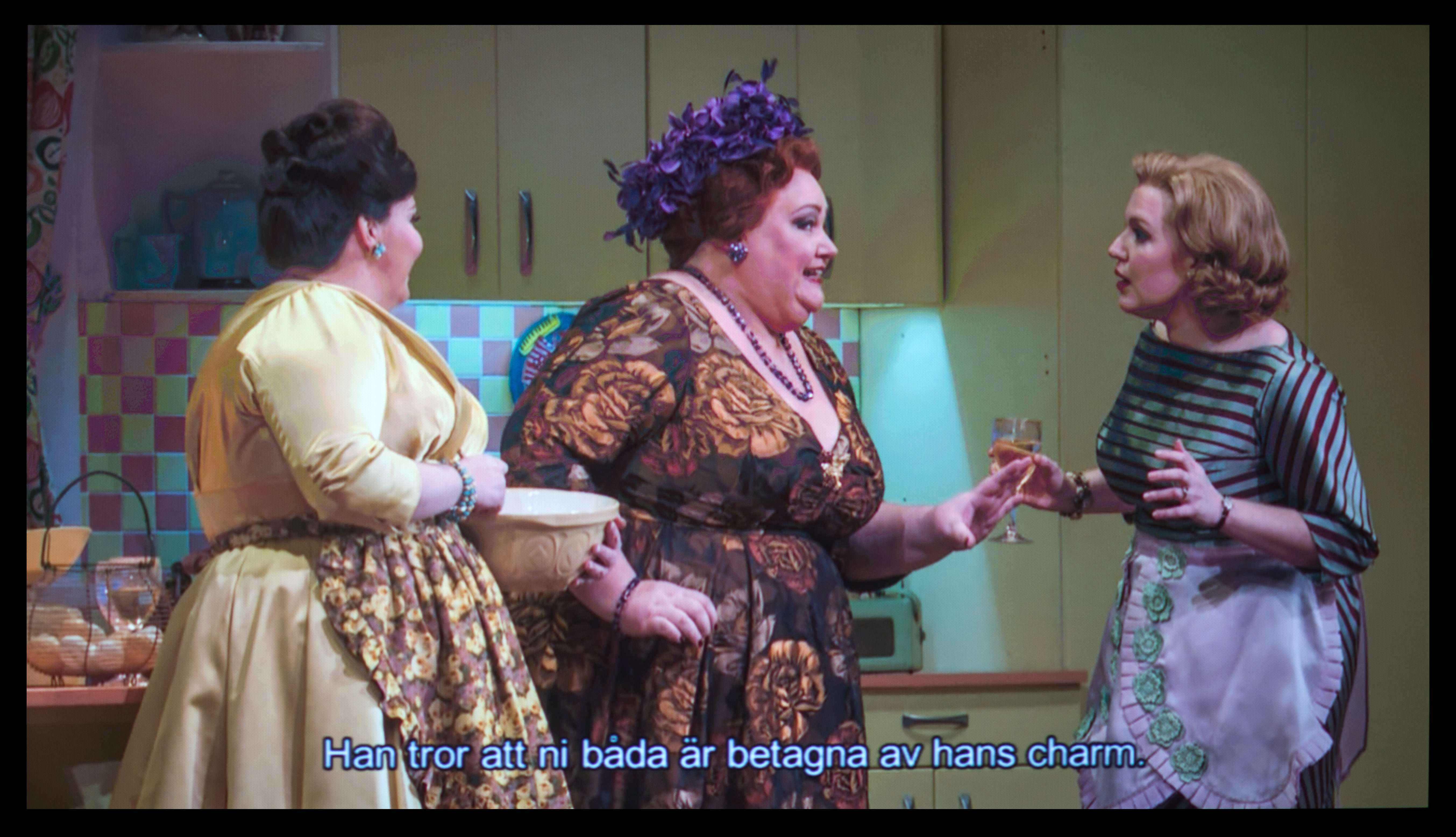
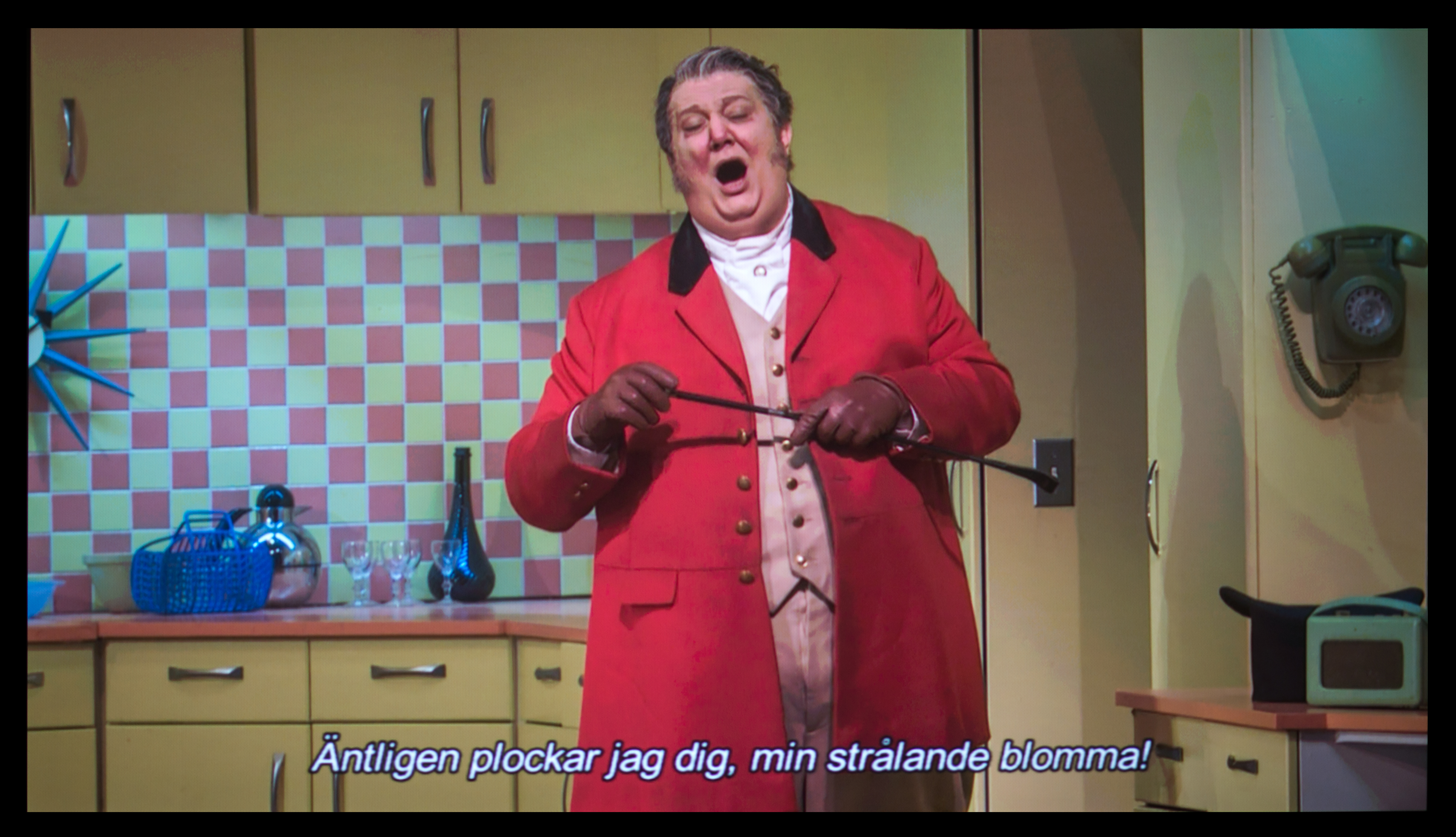
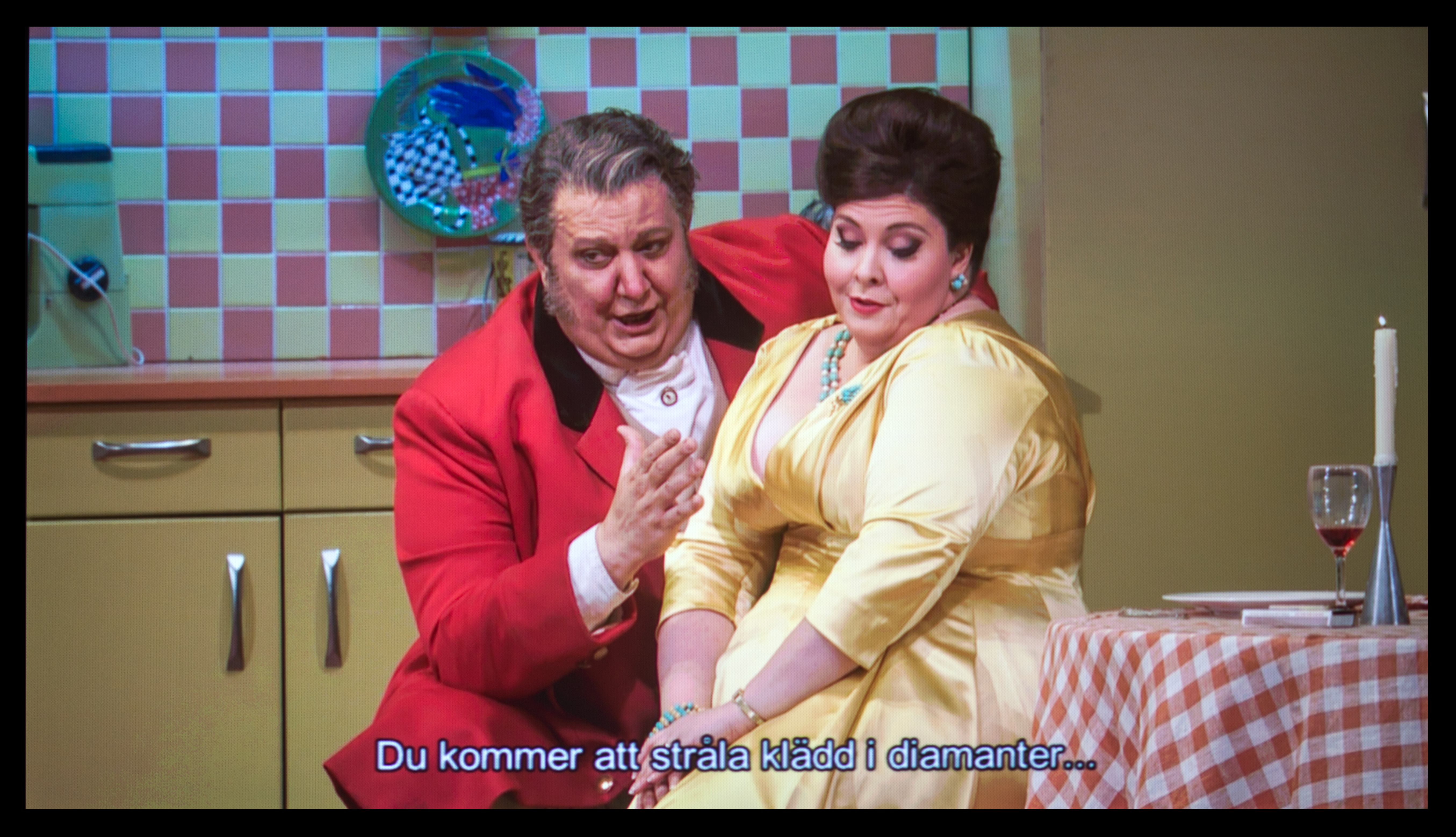
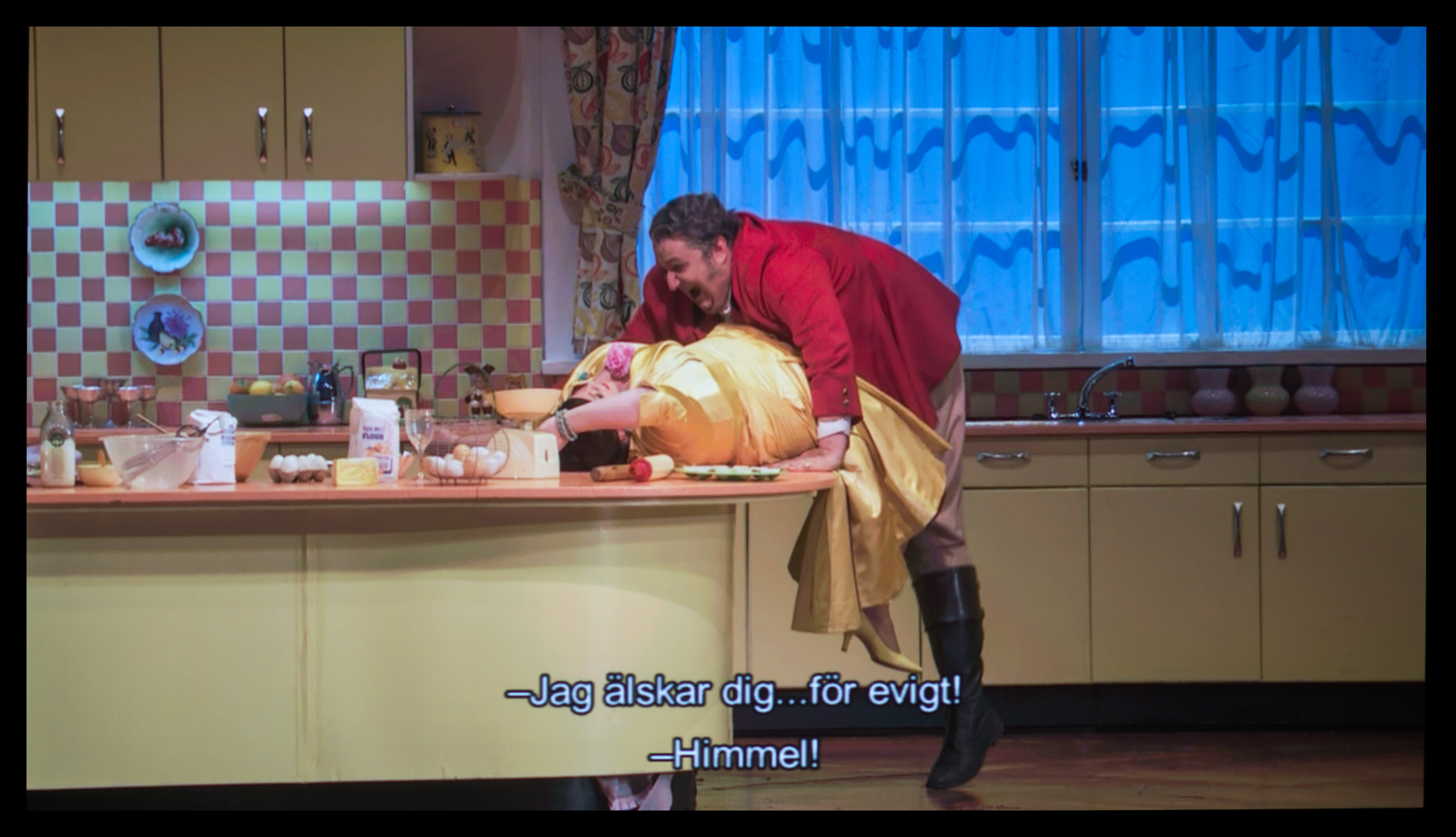
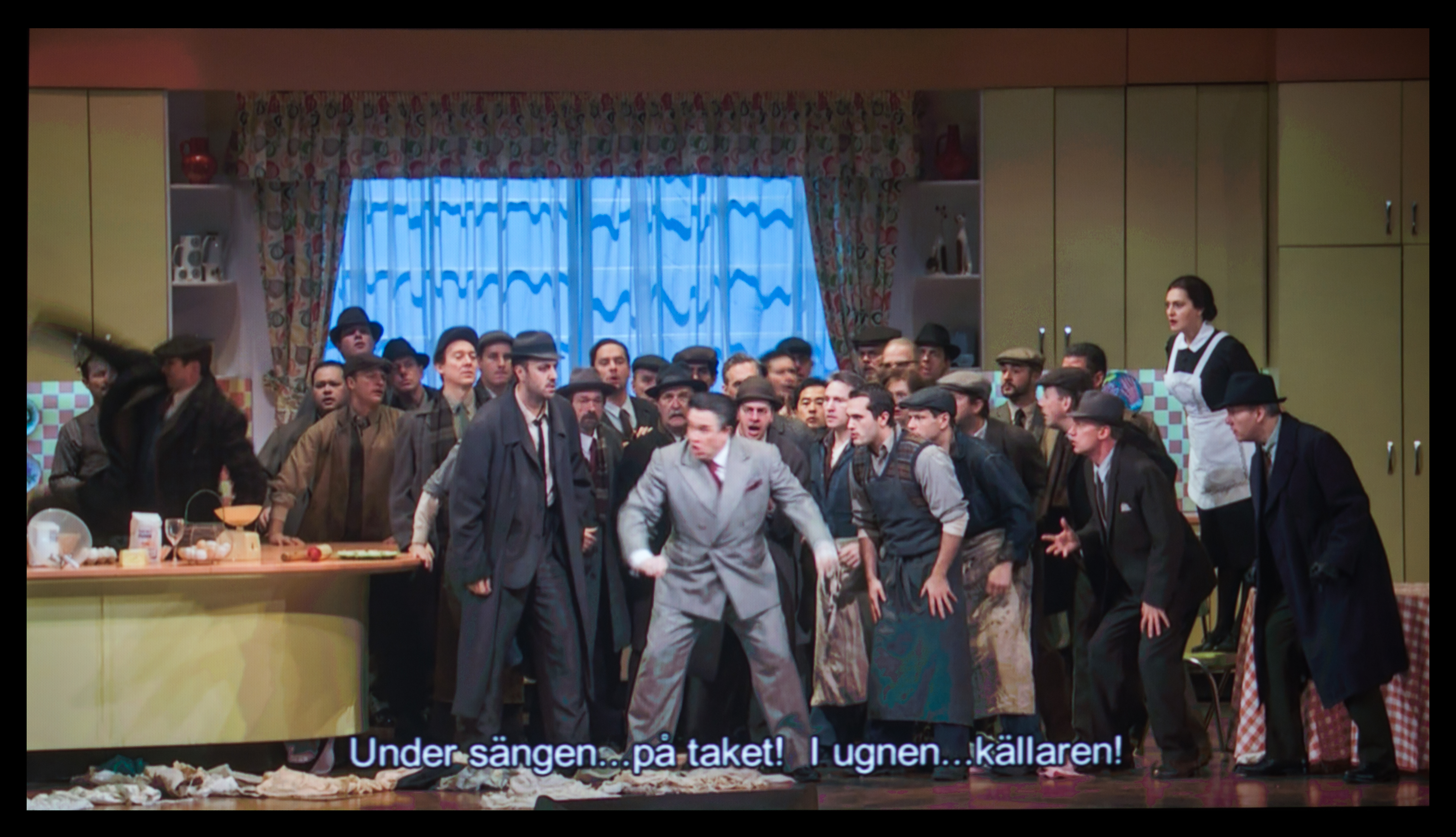
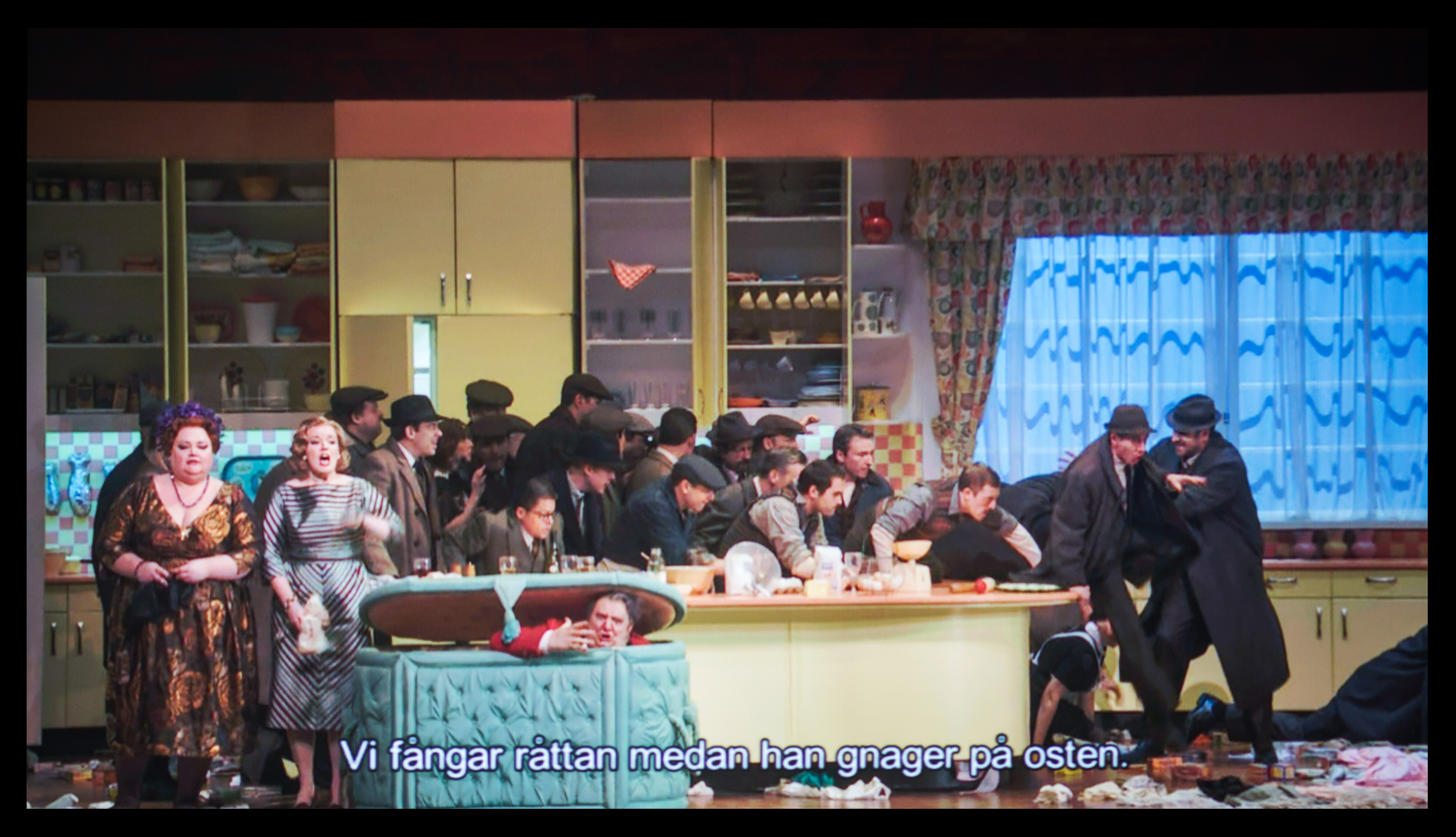
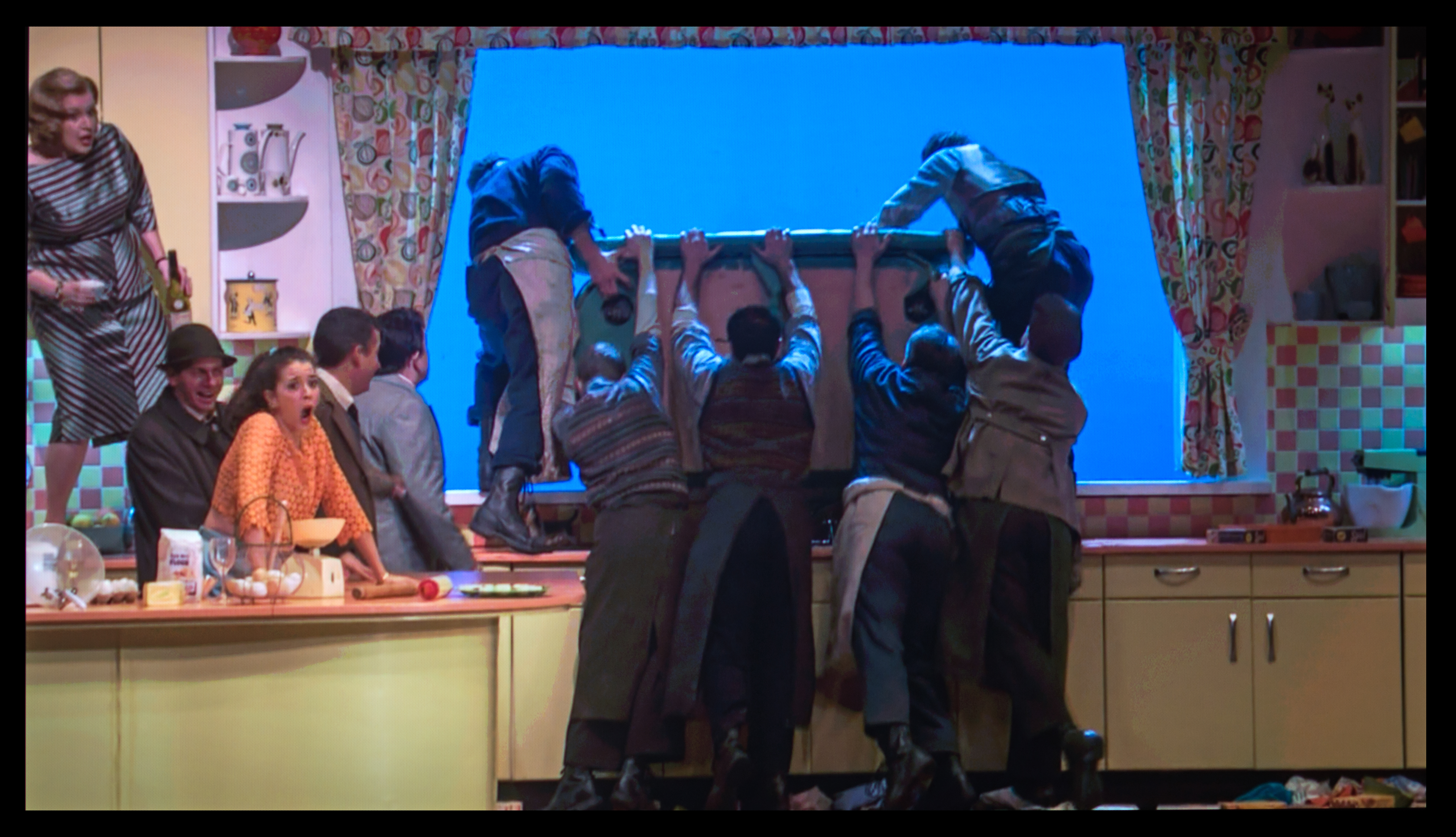
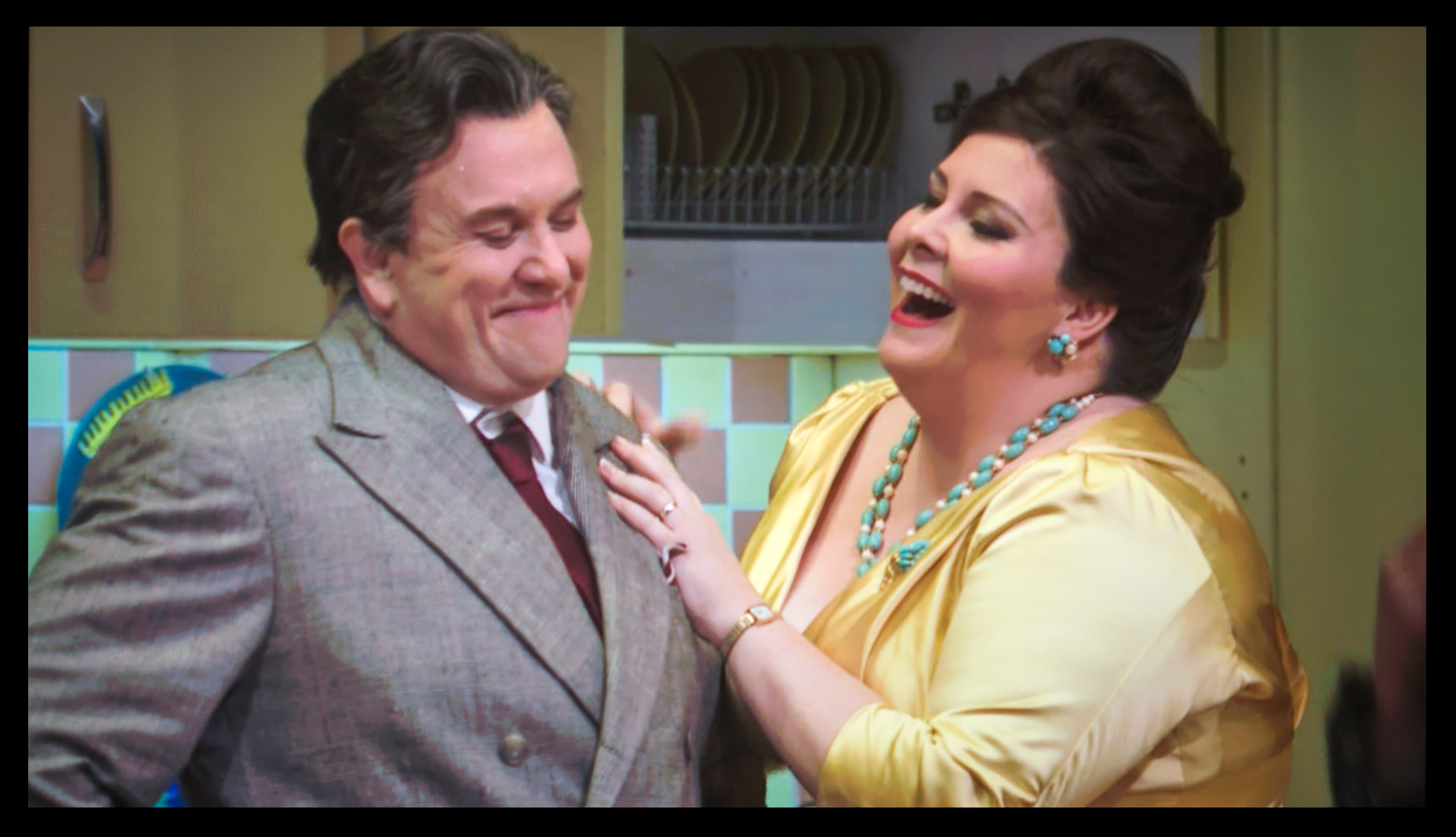
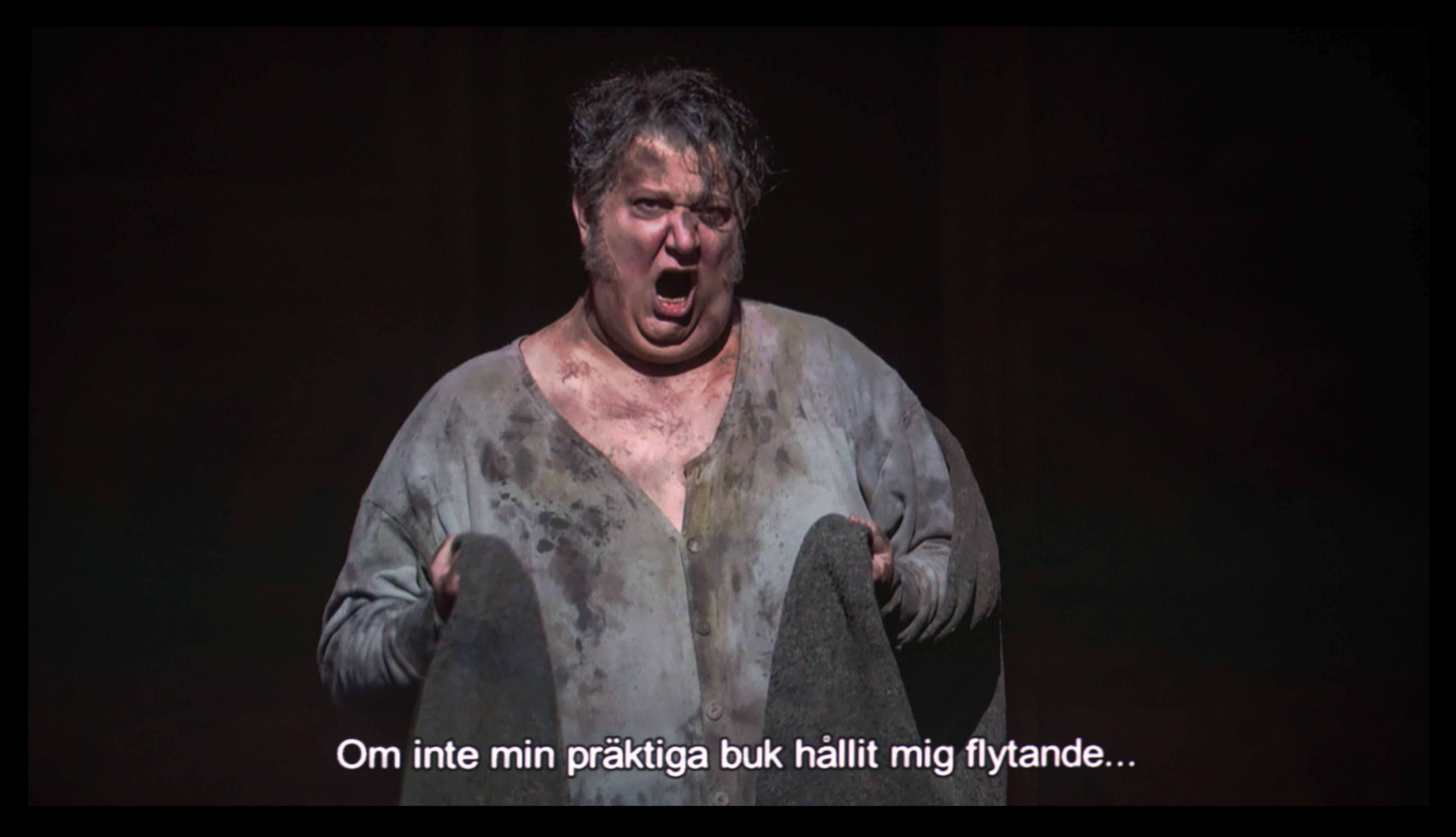
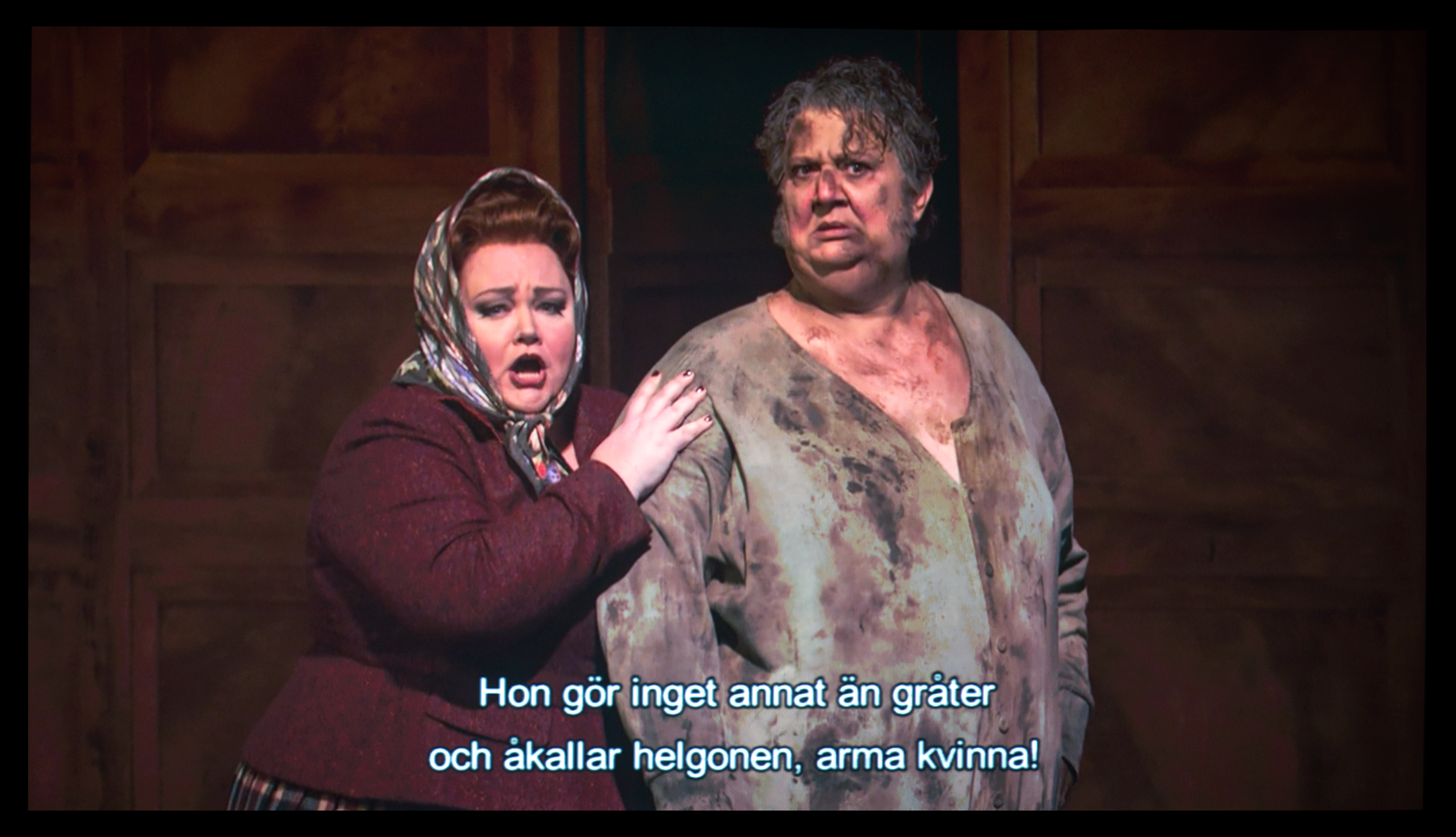
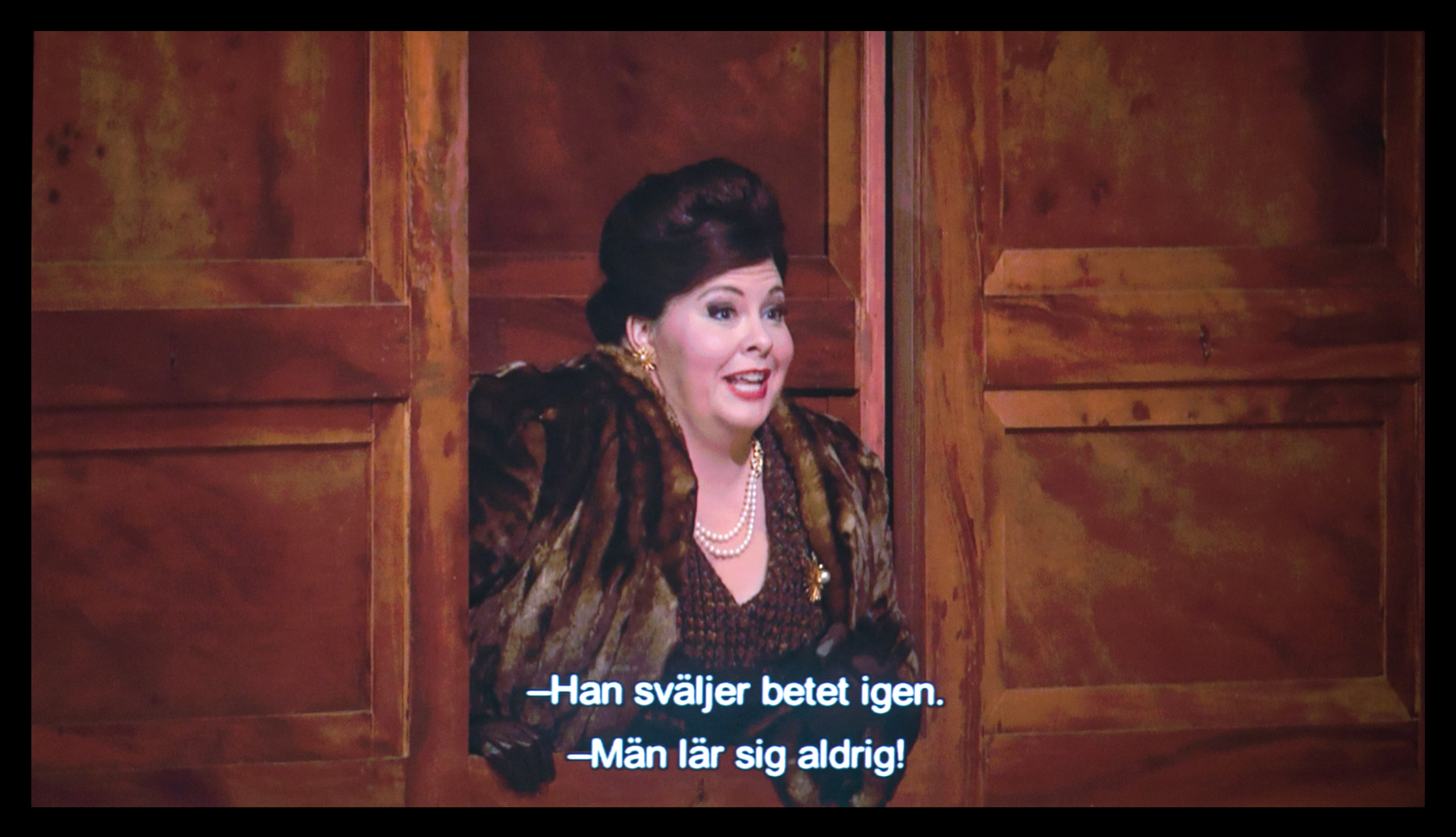
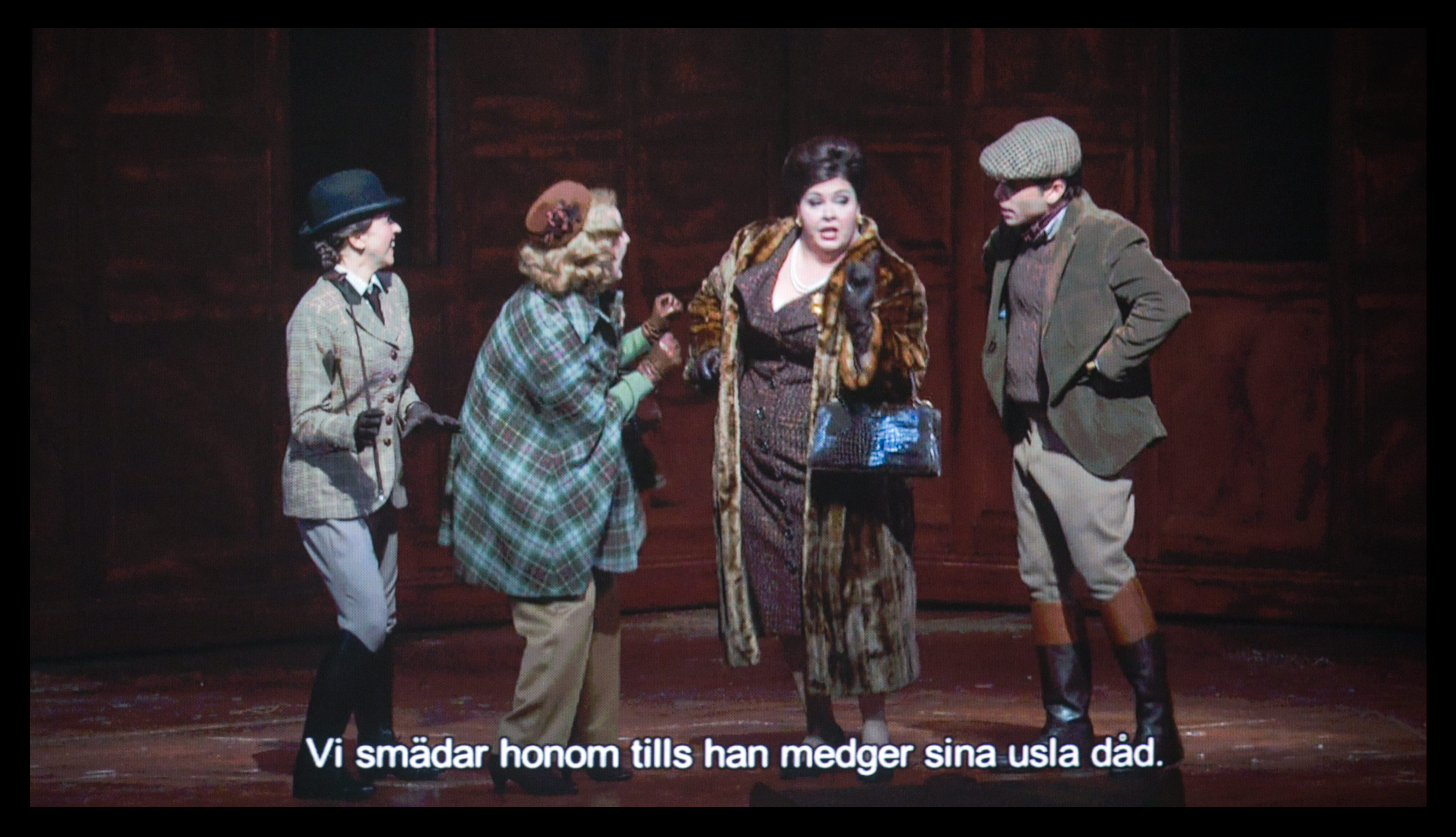
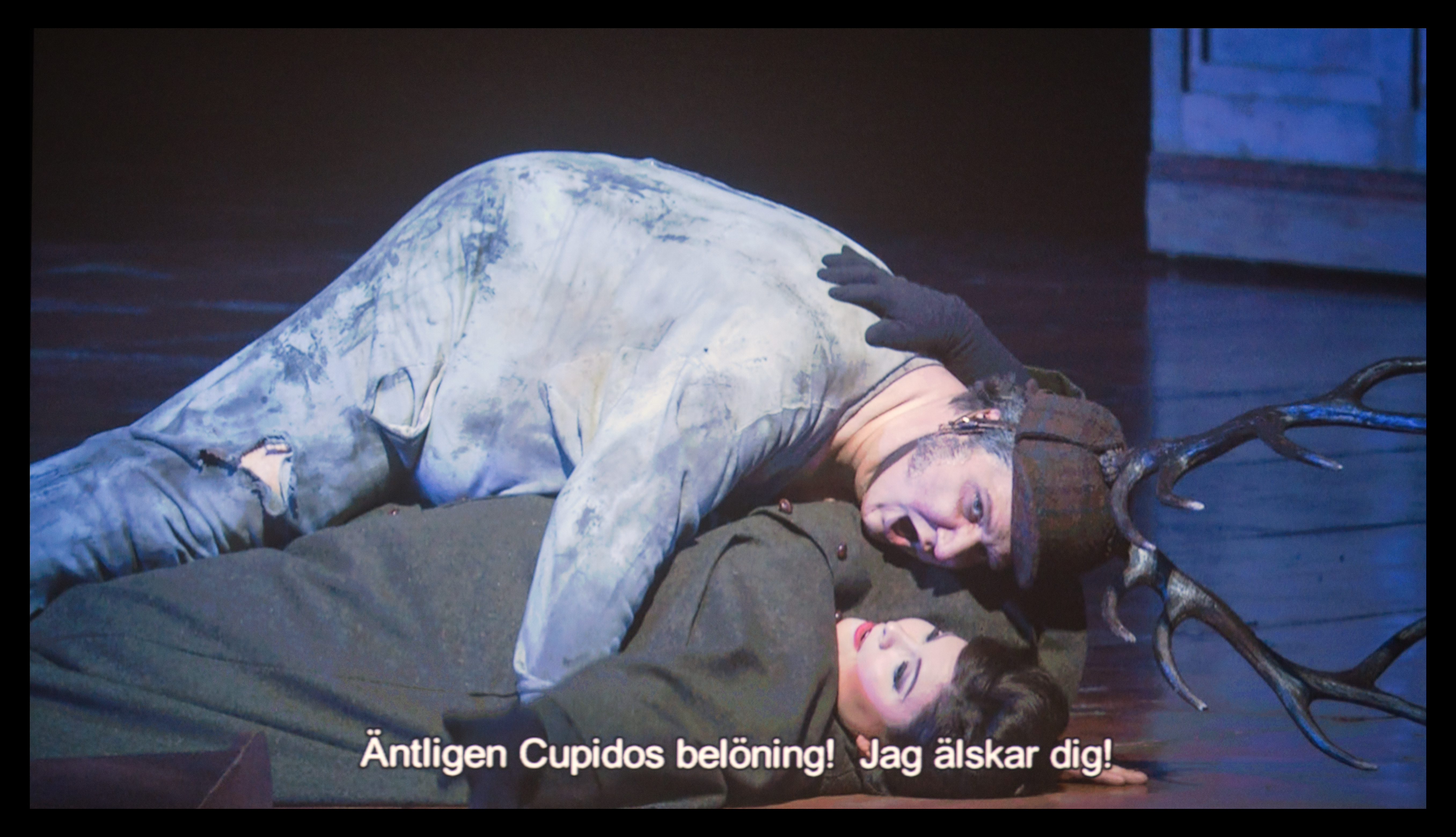
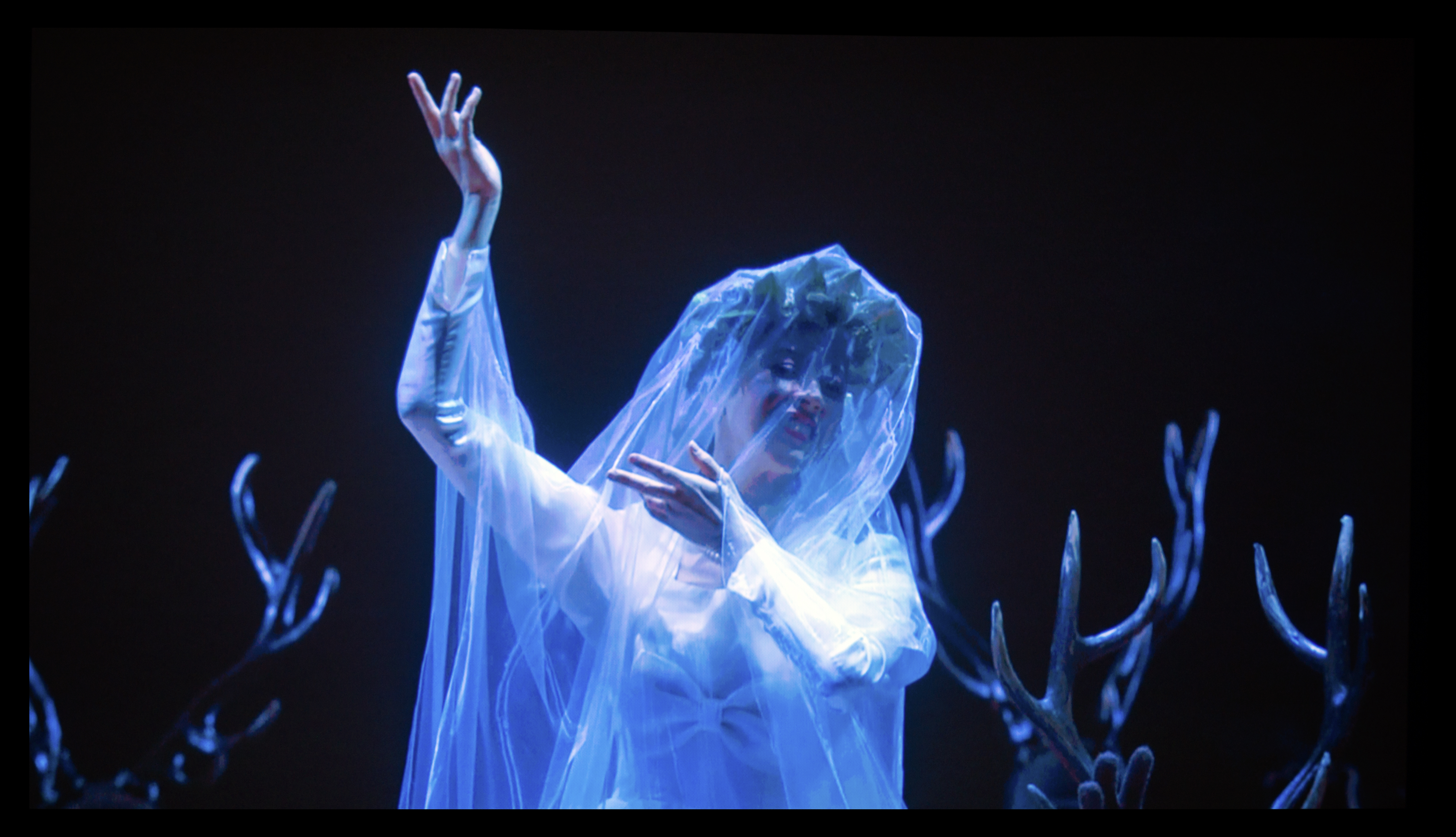
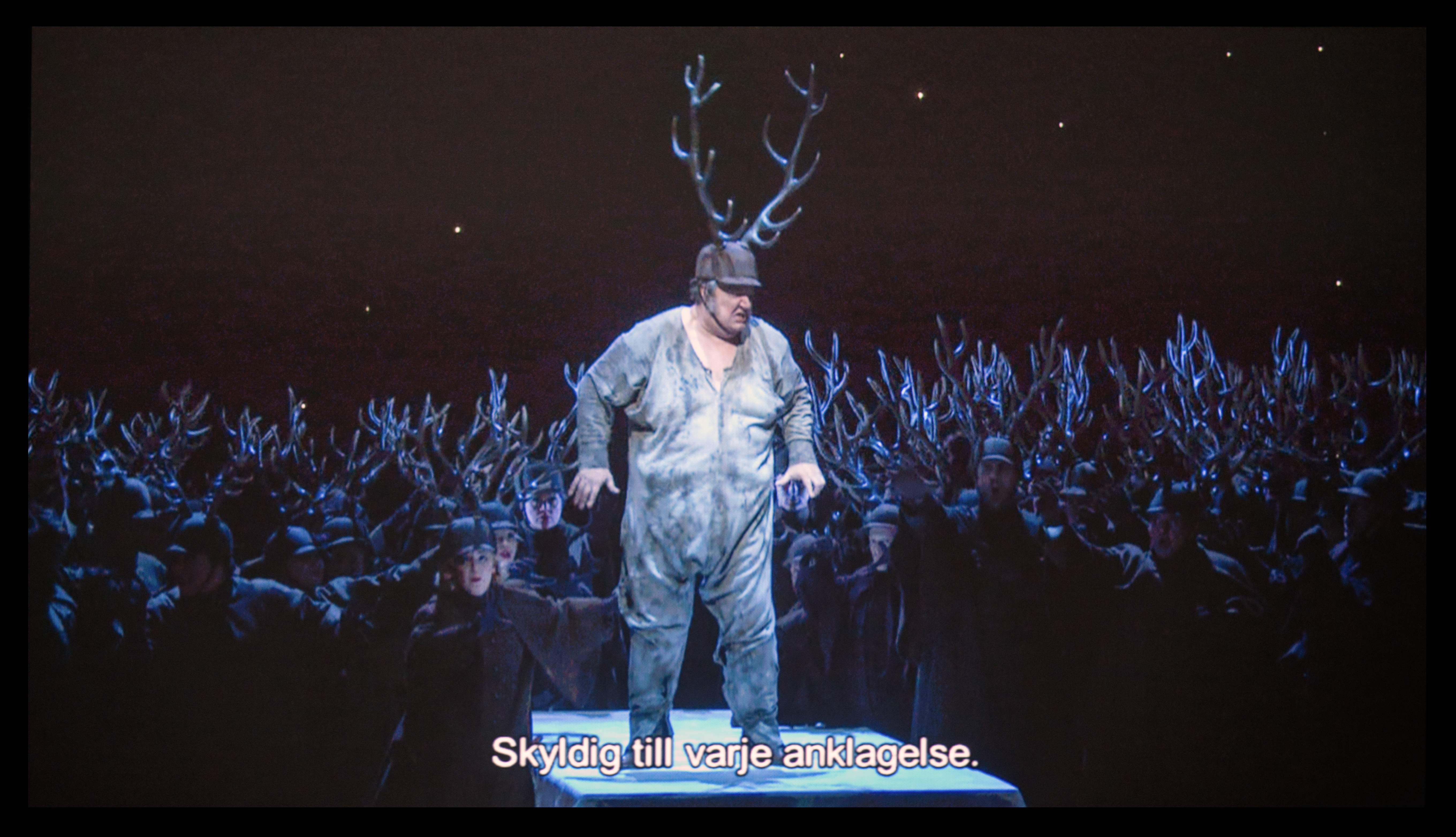
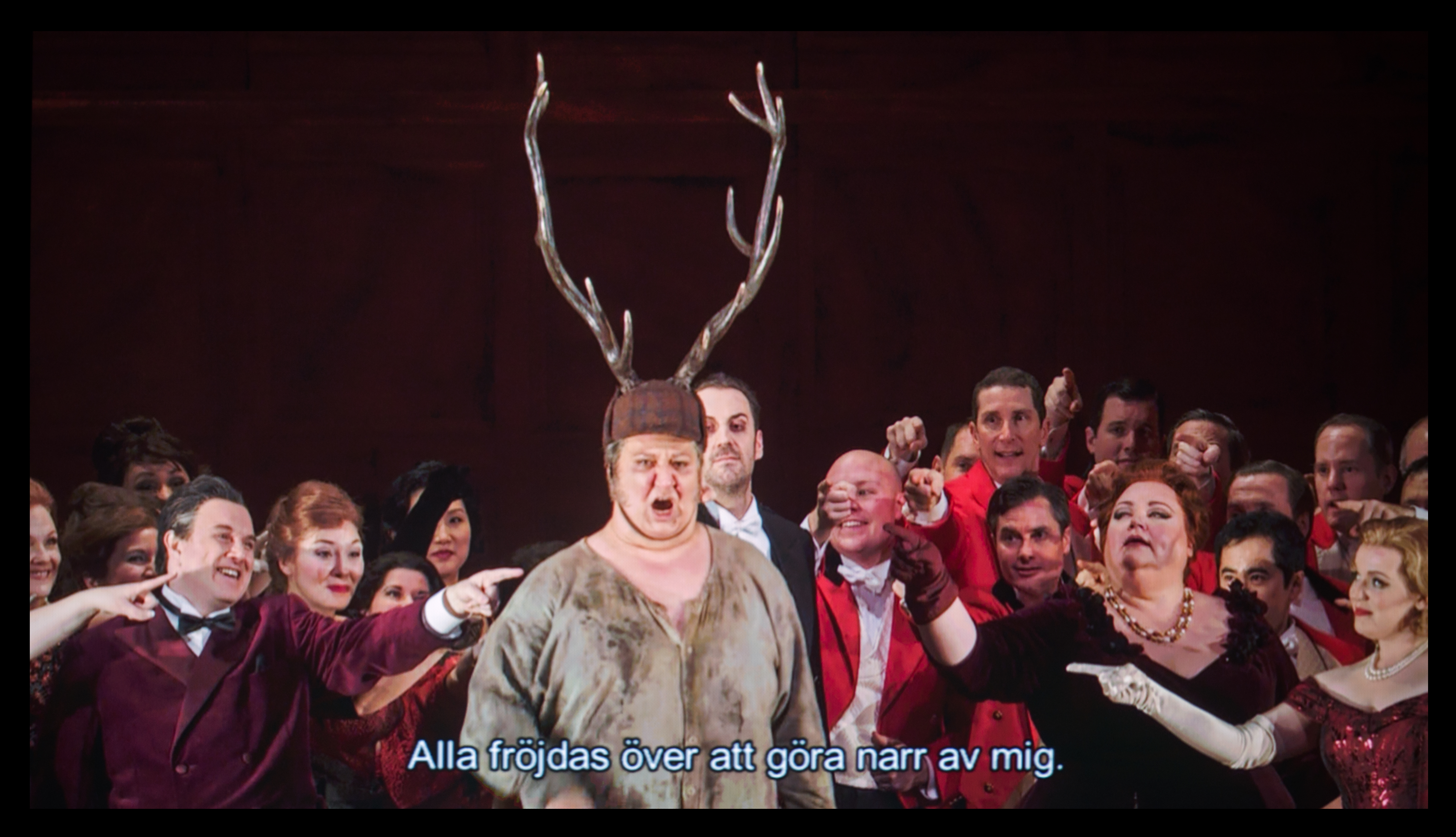
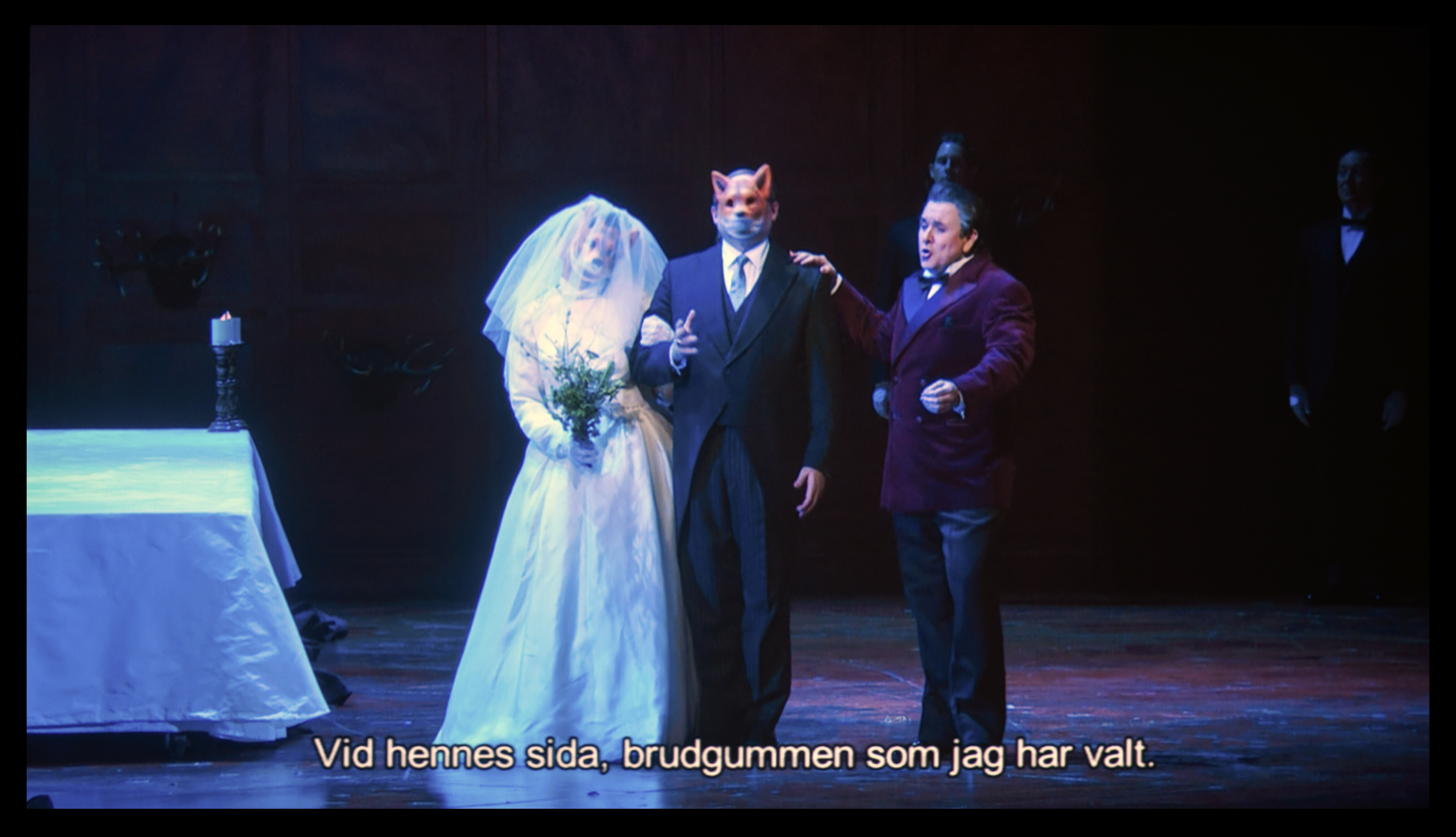
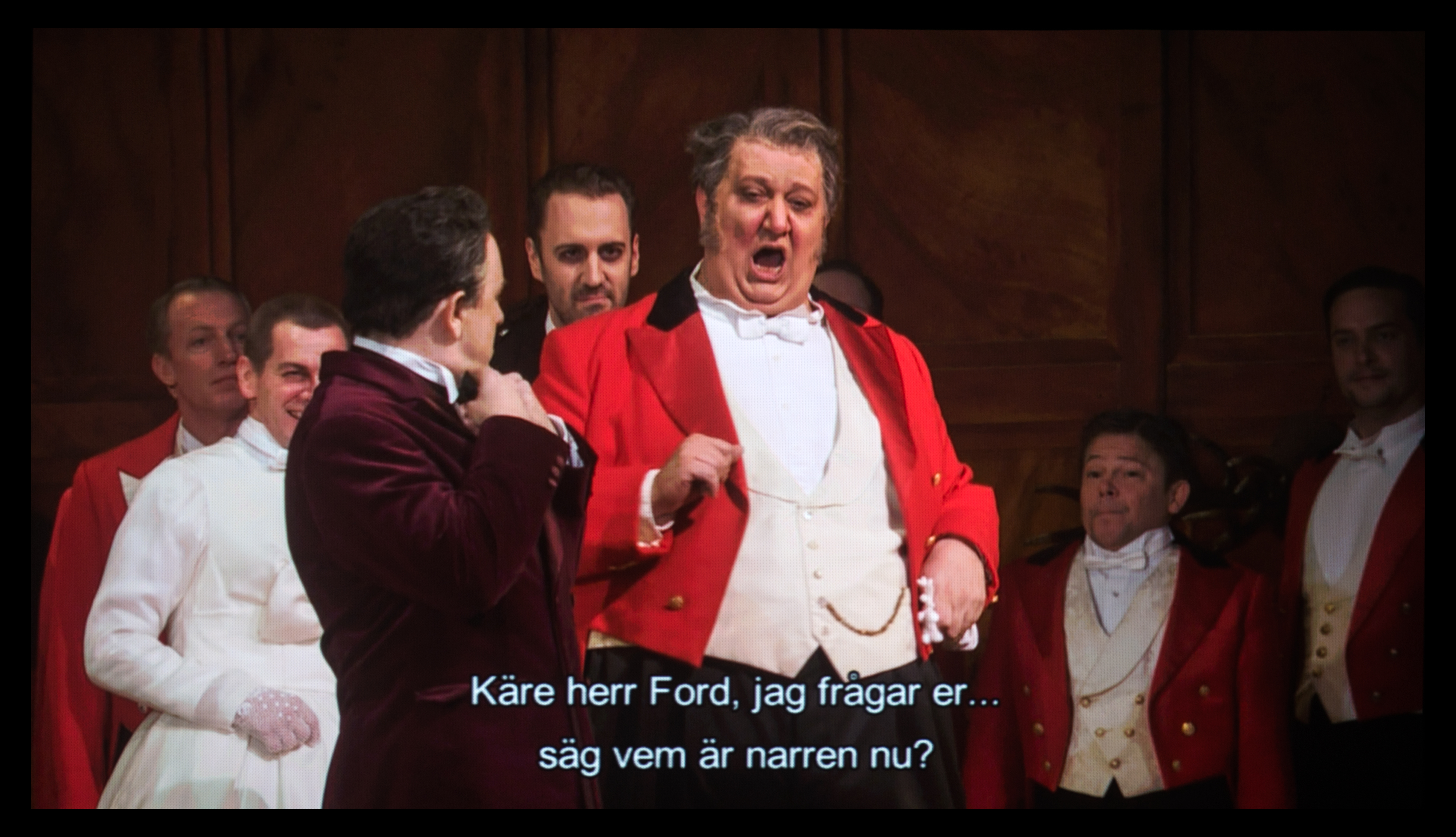
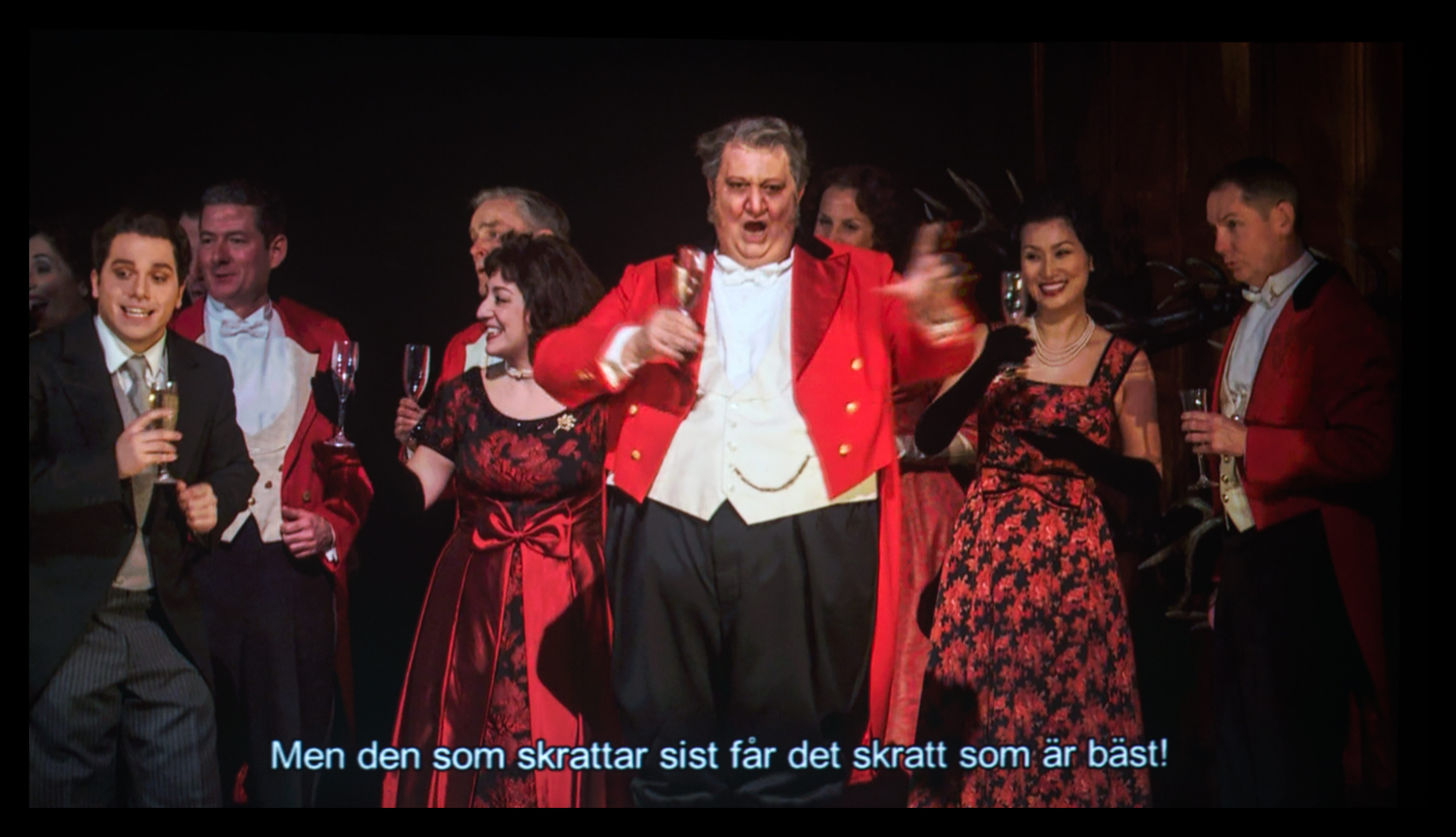
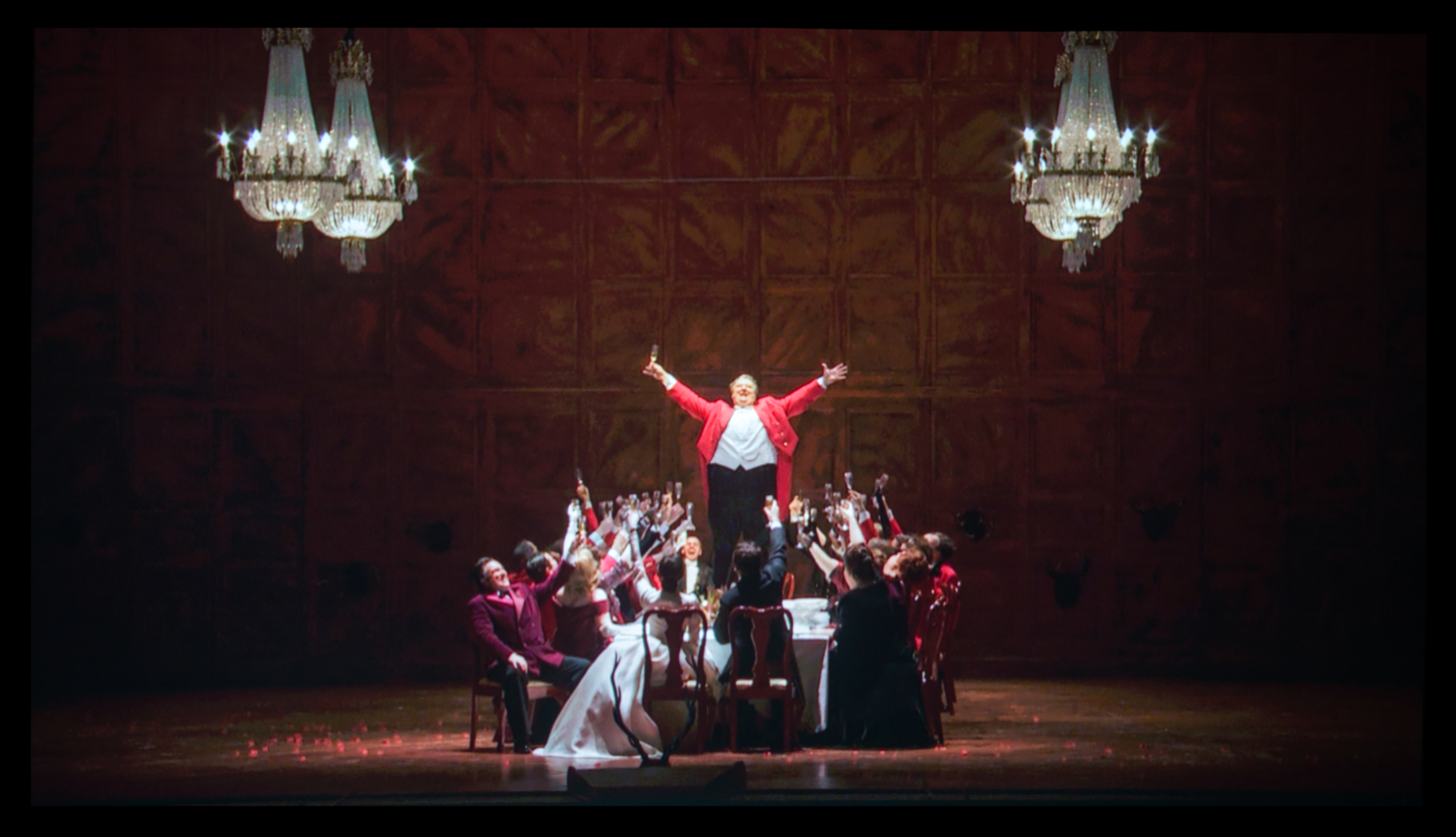

## Diskografi (urval)
- Falstaff. Tito Gobbi, Rolando Panerai, Elisabeth Schwarzkopf, Anna Moffo. Philharmonia Orchestra. Herbert von Karajan, dirigent. EMI 3 77349-2. 2 CD.[3]